# Desafío de estrellas
Desafío de estrellas fue un reality show musical mexicano en el que compitieron los exalumnos de La Academia y otros artistas de TV Azteca, Spin-off de este mencionado.

## Los Desafíos de estrellas
| Desafío                      | Ganador | 2.º. Lugar      | 3.er. Lugar       | Otros finalistas                     | Otros concursantes (en orden de eliminación) | Número de concursantes |
| Desafío de Estrellas 1       | Yahir   | Nadia Yvonne    | Myriam Montemayor | 4° Erika 5° Estrella                 | 6° Raúl 7° Toñita 8° Laura 9° Miguel Ángel 10° Héctor 11° Marco 12° Rosalía 13° Manuel 14° Freddy 15° Víctor Garcia* 16° María Inés 17° Alejandra 18° Azeneth 19° Adrián 20° Ana Lucía 21° Andrea 22° Enrique 23° José Antonio 24° Alejandro 25° Gisela 26° Elisa 27° Víctor Javier 28° Marvin 29° Fabricio 30° Mauricio 31° Wendolee 32° Karla | 32                     |
| Desafío de Estrellas 2       | Toñita  | Erasmo Catarino | Raúl Sandoval     | 4° Adrián 5° Carlos Rivera 6° Aranza | 7° Cynthia 8° Miguel Ángel 9° Alejandra Ley 10° José Joel 11° Nadia 12° Estrella 13° Benjamin 14° Erika 15° Luis 16° Yuridia* 17° Edgar 18° José Luis 19° Dulce 20° Leticia 21° Aline 22° Tony 23° Claudia 24° Manuel 25° Marco 26° José Antonio 27° Silvia 28° Paula 29° Melissa 30° César 31° Cecilia 32° Rosalía | 32                     |
| El Gran Desafío de Estrellas | Fabiola | Myriam          | Samuel            | 4° Jorge Arce "El Travieso" 5° Nadia | 6° Juan Rivera 7° Luis Armando 8° Miguel Ángel 9° Cynthia - Jorge Guerrero. 10° José Joel Sosa - Marysol Sosa. 11° Las Reinas: Erika - Estrella - Aranza. 12° Atala Sarmiento 13° Ivonne Montero 14° Aline Hernández 15° Banda Mix: Freddy - Rosalía - Marco. 16° G6: María Fernanda - Valeria - Perla - Álex - Jackie - Fátima. 17° IQ: Faisy - Gonzalo - Ruperto. 18° Los Papis: Matías - Iván - Héctor - Gerardo. 19° Los Compadres: Erasmo - Edgar. 20° Toñita 21° Colette 22° Rigo Tovar Jr. 23° Vanessa Cato 24° Los Hit: Shanik Aspe - Christian. 25° Beraka 5: Wendy Braga - Jonathan Ruiz - Juan Antonio “Torero” - Alan Ciaguerotti - Diana. 26° Tinieblas Jr. 27° Los Bottis: Álex - Osvald - Álex Primo. 28° Los de la mochila azul: Arón Beas - Elba Jiménez. 29° Las Güeras: Mara Almada - Daniela Borja. 30° Los Sandoval: Raúl Sandoval - Erick Sandoval. 31° La Posta: César - Adrián - Silvia - Vince - Yazmín. 32° Tachidito. | 32                     |

- Tiene asterico (*) el participante que abandonó la competencia.

## Primer Desafío de estrellas
Del 6 de abril de 2003 al 13 de julio de 2003
El Primer Desafío de estrellas logró reunir a todos los concursantes de las dos primeras generaciones de La Academia. Se estrenó una semana después de la Gran Final de la segunda generación. 
Fue presentado por Alan Tacher, quien ya había presentado las dos generaciones de La Academia. 
En la Gran Final, compitieron Nadia, Myriam, Erika, Estrella y Yahir; este último se convirtió en el ganador del Primer Desafío de estrellas.
| Concursantes del Primer Desafío de estrellas | Concursantes del Primer Desafío de estrellas | Concursantes del Primer Desafío de estrellas |
| Concursante                                  | Lugar de Origen                              |                                              |
| -------------------------------------------- | -------------------------------------------- | -------------------------------------------- |
| Adrián Carvajal Fuentes                      | Tampico, Tamaulipas                          |                                              |
| Alejandra Ondarza Serrano                    | Ciudad de México                             |                                              |
| Alejandro Hernández Danel                    | Taxco, Guerrero                              |                                              |
| Ana Lucía Salazar Garza                      | Monterrey, Nuevo León                        |                                              |
| Andrea González Romo                         | Guadalajara, Jalisco                         |                                              |
| Antonia "Toñita" Salazar Zamora              | Tantoyuca, Veracruz                          |                                              |
| Azeneth González Morales                     | Monterrey, Nuevo León                        |                                              |
| Elisa Valenzuela Galván                      | Guadalajara, Jalisco                         |                                              |
| Enrique Virrueta Gordillo                    | Solistahuacán, Chiapas                       |                                              |
| Erika Alcocer Luna                           | Tampico, Tamaulipas                          |                                              |
| Estrella Veloz Llamas                        | Monterrey, Nuevo León                        |                                              |
| Fabricio Martínez Vargas                     | Ciudad Neza, Estado de México                |                                              |
| Freddy Bautista García                       | Tlaxiaco, Oaxaca                             |                                              |
| Gisela López García                          | San Luis Potosí, San Luis Potosí             |                                              |
| Héctor Zamorano Guitar                       | Veracruz, Veracruz                           |                                              |
| José Antonio de la O Saldivar                | Ciudad Victoria, Tamaulipas                  |                                              |
| Karla Leyva Tijerina                         | Ciudad Obregón, Sonora                       |                                              |
| Laura Caro Beltrán                           | Tijuana, Baja California                     |                                              |
| Manuel Mancillas Dena                        | Hermosillo, Sonora                           |                                              |
| Marco Moreno García                          | Monterrey, Nuevo León                        |                                              |
| María Inés Guerra Núñez                      | Guadalajara, Jalisco                         |                                              |
| Marvin Mayne Carpio                          | Tijuana, Baja California                     |                                              |
| Mauricio Carrera Carranza                    | Querétaro, Querétaro                         |                                              |
| Miguel Ángel Rodríguez Chapital              | Córdoba, Veracruz                            |                                              |
| Myriam Montemayor Cruz                       | Monterrey, Nuevo León                        |                                              |
| Nadia López Ayuso                            | Oaxaca, Oaxaca                               |                                              |
| Raúl Sandoval de la Torre                    | Mexicali, Baja California                    |                                              |
| Rosalía León Oviedo                          | Ciudad de México                             |                                              |
| Víctor García Pérez                          | Ciudad Madero, Tamaulipas                    |                                              |
| Víctor Javier Ramos Rodríguez                | Hermosillo, Sonora                           |                                              |
| Wendolee Ayala González                      | Torreón, Coahuila                            |                                              |
| Yahir Othón Parra                            | Hermosillo, Sonora                           |                                              |

| #  | Concursante  | P1     | P2   | P3     | P4     | P5     | P6     | P7     | P8     | P9     | P10  | P11    | P12    | P13    | P14    | P15        |
| -- | ------------ | ------ | ---- | ------ | ------ | ------ | ------ | ------ | ------ | ------ | ---- | ------ | ------ | ------ | ------ | ---------- |
| 1  | Yahir        | SALV   | SALV | RIESGO | SALV   | SALV   | SALV   | RIESGO | SALV   | SALV   | SALV | SALV   | SALV   | SALV   | RIESGO | Ganador    |
| 2  | Nadia        | SALV   | SALV | SALV   | SALV   | RIESGO | SALV   | RIESGO | RIESGO | SALV   | SALV | RIESGO | RIESGO | SALV   | SALV   | 2.º Lugar  |
| 3  | Myriam       | SALV   | SALV | SALV   | SALV   | SALV   | SALV   | SALV   | RIESGO | SALV   | SALV | SALV   | RIESGO | RIESGO | RIESGO | 3.er Lugar |
| 4  | Erika        | SALV   | SALV | SALV   | SALV   | SALV   | SALV   | RIESGO | SALV   | SALV   | SALV | SALV   | SALV   | RIESGO | SALV   | 4.º lugar  |
| 5  | Estrella     | RIESGO | SALV | RIESGO | SALV   | RIESGO | SALV   | SALV   | SALV   | RIESGO | SALV | SALV   | SALV   | SALV   | SALV   | EXP        |
| 6  | Raúl         | RIESGO | SALV | SALV   | SALV   | SALV   | SALV   | SALV   | RIESGO | SALV   | SALV | SALV   | SALV   | SALV   | EXP    |            |
| 7  | Toñita       | SALV   | SALV | SALV   | RIESGO | SALV   | SALV   | SALV   | SALV   | SALV   | SALV | SALV   | SALV   | EXP    |        |            |
| 8  | Laura        | SALV   | SALV | RIESGO | SALV   | SALV   | SALV   | RIESGO | SALV   | SALV   | SALV | SALV   | EXP    |        |        |            |
| 9  | Miguel Ángel | SALV   | SALV | SALV   | SALV   | SALV   | SALV   | SALV   | SALV   | SALV   | SALV | EXP    |        |        |        |            |
| 10 | Héctor       | RIESGO | SALV | SALV   | SALV   | SALV   | SALV   | SALV   | SALV   | SALV   | EXP  |        |        |        |        |            |
| 11 | Marco        | SALV   | SALV | SALV   | SALV   | SALV   | SALV   | SALV   | RIESGO | EXP    |      |        |        |        |        |            |
| 12 | Rosalía      | SALV   | SALV | SALV   | SALV   | SALV   | RIESGO | SALV   | EXP    |        |      |        |        |        |        |            |
| 13 | Manuel       | SALV   | SALV | RIESGO | SALV   | RIESGO | SALV   | EXP    |        |        |      |        |        |        |        |            |
| 14 | Freddy       | SALV   | SALV | SALV   | REISGO | SALV   | EXP    |        |        |        |      |        |        |        |        |            |
| 15 | Víctor. G.   | SALV   | SALV | SALV   | SALV   | ABD    |        |        |        |        |      |        |        |        |        |            |
| 16 | María Inés   | SALV   | SALV | SALV   | EXP    |        |        |        |        |        |      |        |        |        |        |            |
| 17 | Andrea       | SALV   | SALV | EXP    |        |        |        |        |        |        |      |        |        |        |        |            |
| 18 | Azeneth      | SALV   | SALV | EXP    |        |        |        |        |        |        |      |        |        |        |        |            |
| 19 | Adrián       | SALV   | SALV | EXP    |        |        |        |        |        |        |      |        |        |        |        |            |
| 20 | Ana Lucía    | RIESGO | SALV | EXP    |        |        |        |        |        |        |      |        |        |        |        |            |
| 21 | Alejandra    | SALV   | SALV | EXP    |        |        |        |        |        |        |      |        |        |        |        |            |
| 22 | Enrique      | SALV   | SALV | EXP    |        |        |        |        |        |        |      |        |        |        |        |            |
| 23 | Marvin       | EXP    |      |        |        |        |        |        |        |        |      |        |        |        |        |            |
| 24 | José Antonio | EXP    |      |        |        |        |        |        |        |        |      |        |        |        |        |            |
| 25 | Alejandro    | EXP    |      |        |        |        |        |        |        |        |      |        |        |        |        |            |
| 26 | Wendolee     | EXP    |      |        |        |        |        |        |        |        |      |        |        |        |        |            |
| 27 | Gisela       | EXP    |      |        |        |        |        |        |        |        |      |        |        |        |        |            |
| 28 | Karla        | EXP    |      |        |        |        |        |        |        |        |      |        |        |        |        |            |
| 29 | Mauricio     | EXP    |      |        |        |        |        |        |        |        |      |        |        |        |        |            |
| 30 | Fabricio     | EXP    |      |        |        |        |        |        |        |        |      |        |        |        |        |            |
| 31 | Elisa        | EXP    |      |        |        |        |        |        |        |        |      |        |        |        |        |            |
| 32 | Víctor. J.   | EXP    |      |        |        |        |        |        |        |        |      |        |        |        |        |            |

| 1  | Yahir         | Y tú te vas          | Dueño de nada                | Pisando fuerte             | Alucinado                  | Nos siguen pegando abajo          | Mala gente                   | Morí                       | Déjame                          | Escondidos, Si yo fuera mujer          | Si nos dejan, Aguántatelas corazón      | Para amarnos más, Querida                  | Mujeres divinas, Ella                           | No hace falta, La cima del cielo, La bomba              | La planta, Tal vez                              | Fotografía, Corazón espinado, A gritos de esperanza, Alucinado                       |
| 2  | Nadia         | Las mil y una noches | Tú a mi ya no me interesas   | Costumbres                 | Esta libertad              | Piel morena                       | Ya no te vayas               | La muerte del palomo       | Entre mis recuerdos             | Te regalo yo mis ojos, La diferencia   | Y nos dieron las diez, Te voy a olvidar | Para amarnos más, Acostúmbrame al cielo    | Mi tierra, Tómame o déjame                      | Candela, Corazón partío, Mi problema                    | Jamás me cansaré de ti, Mis ojos lloran por ti  | No puedo dejar de pensar en ti, Arrasando, 100 años, Mi libertad                     |
| 3  | Myriam        | A fuego lento        | Él me mintió                 | Ten cuidado con el corazón | Ese hombre                 | Loca                              | Sin ti no hay nada           | Si tu no estás aquí        | Qué ganas de no verte nunca más | Nada personal, Mudanzas                | Alfonsina y el mar, Así fue             | En carne viva, Acostúmbrame                | Tu voz, Heridas                                 | No hace falta, Cuesta arriba, Lluvia                    | Verás, Hubo alguien                             | No puedo dejar de pensar en ti, Si una vez, Empiezo a recordarte, Sin ti no hay nada |
| 4  | Erika         | Las mil y una noches | Él me mintió                 | Piensa en mí               | Basta ya                   | Si te vas                         | McArthur park                | Sabor, sabor               | Dime                            | Escondidos, Lo siento, mi amor         | Por ti volaré, Ave María                | En carne viva, Cómo olvidar                | Amor prohibido, Me va a extrañar                | La charreada, Nube gris, Devuélveme la vida             | Ese hombre no se toca, Mentira                  | No puedo dejar de pensar en ti, Ven conmigo, Inolvidable, Devuélveme la vida         |
| 5  | Estrella      | Para no verte más    | Sobreviviré (I will survive) | Caballero de fina estampa  | Tu nombre me sabe a yerba  | Para morir de amor                | Aquí estoy                   | Derroche                   | Sólo le pido a Dios             | Yo pa' ti no estoy, Reloj cucú         | Alfonsina y el mar, Quisiera ser        | Rap de las vatas, Lucha de gigantes, Ojalá | Mi tierra, El hombre del piano                  | Candela, Amor eterno, El cascabel                       | El unicornio azul, Yo se que es mentira         | Fotografía, Caraluna, Gracias a la vida, Para morir de amor                          |
| 6  | Raúl          | Así es la vida       | Necesito una compañera       | Por mujeres como tú        | El muchacho triste         | Como te quiero, cuanto te extraño | Por el amor de una mujer     | Espejismos                 | La culpable                     | Te regalo yo mis ojos, Granada         | Si no te hubieras ido, Acá entre nos    | Nunca voy a olvidarte, El loco             | Mujeres divinas, El rey                         | La charreada, Como quien pierde una estrella, La puerta | Guadalajara, Si tu supieras                     | Guadalajara, Si tu supieras                                                          |
| 7  | Toñita        | Las mil y una noches | Mi tierra                    | Piensa en mi               | De mi no te vas a burlar   | Frente a frente                   | Algo de mí                   | Adoro                      | Insaciable amante               | Yo pa' ti no estoy, Quítame ese hombre | Si nos dejan, Paloma negra              | Nunca voy a olvidarte, No me conoces a mi  | Tu voz, Inocente pobre amiga                    | Candela, ¿Es ella más que yo?, El ladrón                | Candela, ¿Es ella más que yo?, El ladrón        | Candela, ¿Es ella más que yo?, El ladrón                                             |
| 8  | Laura         | Procuro olvidarte    | Maldita primavera            | My heart will go on        | Amiga mía                  | I'll be there                     | Ya la pagarás                | Ay papacito                | ¿Dónde están?                   | Remolino, Genio atrapado               | Si no te hubieras ido, Acaríciame       | Rap de las vatas, En carne viva, La trampa | Amor prohibido, I will always love you, La loca | Amor prohibido, I will always love you, La loca         | Amor prohibido, I will always love you, La loca | Amor prohibido, I will always love you, La loca                                      |
| 9  | Miguel Ángel  | Volverte a ver       | Lloran las rosas             | Llueve sobre mojado        | Soledad                    | Cielo                             | No sé olvidar                | Contigo aprendí            | Todo se derrumbó dentro de mí   | Nada personal, Y llegaste tú           | Por ti volaré, Si tu no vuelves         | Lucha de gigantes, La mentira              | Lucha de gigantes, La mentira                   | Lucha de gigantes, La mentira                           | Lucha de gigantes, La mentira                   | Lucha de gigantes, La mentira                                                        |
| 10 | Héctor        | Sirena               | Livin' la vida loca          | Es por ti                  | Color esperanza            | Batido de coco                    | Quiero tener tu presencia    | Mar de emociones           | Eres mi verdad                  | Remolino, Todo a pulmón                | Y nos dieron las diez, Sin documentos   | Y nos dieron las diez, Sin documentos      | Y nos dieron las diez, Sin documentos           | Y nos dieron las diez, Sin documentos                   | Y nos dieron las diez, Sin documentos           | Y nos dieron las diez, Sin documentos                                                |
| 11 | Marco         | Sirena               | Cuando calienta el sol       | Pisando fuerte             | Aún sin ti                 | Prendiendo fuego                  | Atado a un sentimiento       | Como diablos               | Fuego contra fuego              | Remolino, Rock DJ                      | Remolino, Rock DJ                       | Remolino, Rock DJ                          | Remolino, Rock DJ                               | Remolino, Rock DJ                                       | Remolino, Rock DJ                               | Remolino, Rock DJ                                                                    |
| 12 | Rosalía       | Y tú te vas          | Tú a mi ya no me interesas   | Caballero de fina estampa  | Me gustas mucho            | Quiero dormir cansada             | Cómo fue                     | Tu dama de hierro          | Carnavalito                     | Carnavalito                            | Carnavalito                             | Carnavalito                                | Carnavalito                                     | Carnavalito                                             | Carnavalito                                     | Carnavalito                                                                          |
| 13 | Manuel        | Así es la vida       | Dueño de nada                | Laura no está              | Perdóname                  | Viviendo de prisa                 | Fuego de noche, nieve de día | Mujeres                    | Mujeres                         | Mujeres                                | Mujeres                                 | Mujeres                                    | Mujeres                                         | Mujeres                                                 | Mujeres                                         | Mujeres                                                                              |
| 14 | Freddy        | Así es la vida       | Lloran las rosas             | Por mujeres como tú        | Tu recuerdo                | 12 rosas                          | Rumores                      | Rumores                    | Rumores                         | Rumores                                | Rumores                                 | Rumores                                    | Rumores                                         | Rumores                                                 | Rumores                                         | Rumores                                                                              |
| 15 | Víctor Garcia | Es por ti            | Cuando calienta el sol       | Laura no está              | La frontera                | Y ahora te vas                    | Y ahora te vas               | Y ahora te vas             | Y ahora te vas                  | Y ahora te vas                         | Y ahora te vas                          | Y ahora te vas                             | Y ahora te vas                                  | Desvelado, Dímelo, Otra vez                             |                                                 |                                                                                      |
| 16 | María Inés    | Para no verte más    | Soledad                      | La vida que va             | El 7 de septiembre         | El 7 de septiembre                | El 7 de septiembre           | El 7 de septiembre         | El 7 de septiembre              | El 7 de septiembre                     | El 7 de septiembre                      | El 7 de septiembre                         | El 7 de septiembre                              | El 7 de septiembre                                      | El 7 de septiembre                              | El 7 de septiembre                                                                   |
| 17 | Andrea        | Es por ti            | Sobreviviré (I will survive) | My heart will go on        | My heart will go on        | My heart will go on               | My heart will go on          | My heart will go on        | My heart will go on             | My heart will go on                    | My heart will go on                     | My heart will go on                        | My heart will go on                             | My heart will go on                                     | My heart will go on                             | My heart will go on                                                                  |
| 18 | Azeneth       | A Dios le pido       | La maldita primavera         | Costumbres                 | Costumbres                 | Costumbres                        | Costumbres                   | Costumbres                 | Costumbres                      | Costumbres                             | Costumbres                              | Costumbres                                 | Costumbres                                      | Costumbres                                              | Costumbres                                      | Costumbres                                                                           |
| 19 | Adrián        | Volverte a ver       | Livin' la vida loca          | Llueve sobre mojado        | Llueve sobre mojado        | Llueve sobre mojado               | Llueve sobre mojado          | Llueve sobre mojado        | Llueve sobre mojado             | Llueve sobre mojado                    | Llueve sobre mojado                     | Llueve sobre mojado                        | Llueve sobre mojado                             | Llueve sobre mojado                                     | Llueve sobre mojado                             | Llueve sobre mojado                                                                  |
| 20 | Ana Lucía     | Para no verte más    | Mi tierra                    | La vida que va             | La vida que va             | La vida que va                    | La vida que va               | La vida que va             | La vida que va                  | La vida que va                         | La vida que va                          | La vida que va                             | La vida que va                                  | La vida que va                                          | La vida que va                                  | La vida que va                                                                       |
| 21 | Alejandra     | Y tú te vas          | Soledad                      | Ten cuidado con el corazón | Ten cuidado con el corazón | Ten cuidado con el corazón        | Ten cuidado con el corazón   | Ten cuidado con el corazón | Ten cuidado con el corazón      | Ten cuidado con el corazón             | Ten cuidado con el corazón              | Ten cuidado con el corazón                 | Ten cuidado con el corazón                      | Ten cuidado con el corazón                              | Ten cuidado con el corazón                      | Ten cuidado con el corazón                                                           |
| 22 | Enrique       | A fuego lento        | Necesito una compañera       | Es por ti                  | Es por ti                  | Es por ti                         | Es por ti                    | Es por ti                  | Es por ti                       | Es por ti                              | Es por ti                               | Es por ti                                  | Es por ti                                       | Es por ti                                               | Es por ti                                       | Es por ti                                                                            |
| 23 | Marvin        | Volverte a ver       | Volverte a ver               | Volverte a ver             | Volverte a ver             | Volverte a ver                    | Volverte a ver               | Volverte a ver             | Volverte a ver                  | Volverte a ver                         | Volverte a ver                          | Volverte a ver                             | Volverte a ver                                  | Volverte a ver                                          | Volverte a ver                                  | Volverte a ver                                                                       |
| 24 | José Antonio  | A Dios le pido       | A Dios le pido               | A Dios le pido             | A Dios le pido             | A Dios le pido                    | A Dios le pido               | A Dios le pido             | A Dios le pido                  | A Dios le pido                         | A Dios le pido                          | A Dios le pido                             | A Dios le pido                                  | A Dios le pido                                          | A Dios le pido                                  | A Dios le pido                                                                       |
| 25 | Alejandro     | Y tú te vas          | Y tú te vas                  | Y tú te vas                | Y tú te vas                | Y tú te vas                       | Y tú te vas                  | Y tú te vas                | Y tú te vas                     | Y tú te vas                            | Y tú te vas                             | Y tú te vas                                | Y tú te vas                                     | Y tú te vas                                             | Y tú te vas                                     | Y tú te vas                                                                          |
| 26 | Wendolee      | Procuro olvidarte    | Procuro olvidarte            | Procuro olvidarte          | Procuro olvidarte          | Procuro olvidarte                 | Procuro olvidarte            | Procuro olvidarte          | Procuro olvidarte               | Procuro olvidarte                      | Procuro olvidarte                       | Rap de las vatas                           |                                                 |                                                         |                                                 |                                                                                      |
| 27 | Gisela        | Para no verte más    | Para no verte más            | Para no verte más          | Para no verte más          | Para no verte más                 | Para no verte más            | Para no verte más          | Para no verte más               | Para no verte más                      | Para no verte más                       | Para no verte más                          | Para no verte más                               | Para no verte más                                       | Para no verte más                               | Para no verte más                                                                    |
| 28 | Karla         | Procuro olvidarte    | Procuro olvidarte            | Procuro olvidarte          | Procuro olvidarte          | Procuro olvidarte                 | Procuro olvidarte            | Procuro olvidarte          | Procuro olvidarte               | Procuro olvidarte                      | Procuro olvidarte                       | Procuro olvidarte                          | Procuro olvidarte                               | Procuro olvidarte                                       | Procuro olvidarte                               | Procuro olvidarte                                                                    |
| 29 | Mauricio      | Amante bandido       | Amante bandido               | Amante bandido             | Amante bandido             | Amante bandido                    | Amante bandido               | Amante bandido             | Amante bandido                  | Amante bandido                         | Amante bandido                          | Amante bandido                             | Amante bandido                                  | Amante bandido                                          | Amante bandido                                  | Amante bandido                                                                       |
| 30 | Fabricio      | Amante bandido       | Amante bandido               | Amante bandido             | Amante bandido             | Amante bandido                    | Amante bandido               | Amante bandido             | Amante bandido                  | Amante bandido                         | Amante bandido                          | Amante bandido                             | Amante bandido                                  | Amante bandido                                          | Amante bandido                                  | Amante bandido                                                                       |
| 31 | Elisa         | A fuego lento        | A fuego lento                | A fuego lento              | A fuego lento              | A fuego lento                     | A fuego lento                | A fuego lento              | A fuego lento                   | A fuego lento                          | A fuego lento                           | A fuego lento                              | A fuego lento                                   | A fuego lento                                           | A fuego lento                                   | A fuego lento                                                                        |
| 32 | Víctor Javier | Sirena               | Sirena                       | Sirena                     | Sirena                     | Sirena                            | Sirena                       | Sirena                     | Sirena                          | Sirena                                 | Sirena                                  | Sirena                                     | Sirena                                          | Sirena                                                  | Sirena                                          | Sirena                                                                               |

- Ganador/a
     Finalista
     Expulsado/a
     Abandonó
     Invitado/a sorpresa

## Segundo Desafío de estrellas
Del 8 de enero de 2006 al 25 de junio de 2006
El Segundo Desafío de estrellas logró reunir a algunos concursantes de las cuatro primeras generaciones de La Academia, y por primera vez participaron cantantes y actores de TV Azteca. 
Fue presentado por Daniel Bisogno, quien no había sido presentador de ninguna edición de La Academia como lo había hecho antes Alan Tacher. 
En la Gran Final, compitieron Carlos, Aranza, Adrián, Erasmo, Raúl y Toñita; esta última fue la ganadora del Segundo Desafío de Estrellas.
| Concursantes del Segundo Desafío de estrellas | Concursantes del Segundo Desafío de estrellas | Concursantes del Segundo Desafío de estrellas |
| Concursante                                   | Lugar de Origen                               |                                               |
| --------------------------------------------- | --------------------------------------------- | --------------------------------------------- |
| Adrián Varela Avilés                          | Culiacán, Sinaloa                             |                                               |
| Alejandra Ley                                 | Tehuacán, Puebla                              |                                               |
| Aline Hernández                               | Ciudad de México                              |                                               |
| Antonia "Toñita" Salazar Zamora               | Tantoyuca, Veracruz                           |                                               |
| Aranza Becerra Meza                           | Chihuahua, Chihuahua                          |                                               |
| Benjamín Espinoza                             | Navojoa, Sonora                               |                                               |
| Carlos Rivera Guerra                          | Huamantla, Tlaxcala                           |                                               |
| Cecilia Gallardo                              | Ciudad de México                              |                                               |
| César Robles Hinojosa                         | Acayucan, Veracruz                            |                                               |
| Claudia Pelayo                                | Puebla, Puebla                                |                                               |
| Cynthia Rodríguez Ruiz                        | Monclova, Coahuila                            |                                               |
| Dulce López Rodríguez                         | Ciudad de México                              |                                               |
| Edgar Guerrero Gastelum                       | Burley, Idaho; Estados Unidos                 |                                               |
| Erasmo Catarino González                      | Xalpatláhuac, Guerrero                        |                                               |
| Erika Alcocer Luna                            | Tampico, Tamaulipas                           |                                               |
| Estrella Veloz Llamas                         | Monterrey, Nuevo León                         |                                               |
| José Antonio de la O Saldívar                 | Ciudad Victoria, Tamaulipas                   |                                               |
| José Joel Sosa                                | Ciudad de México                              |                                               |
| José Luis Díaz Solórzano                      | Guadalajara, Jalisco                          |                                               |
| José Luis Gratero                             | Caracas, Venezuela                            |                                               |
| Leticia López Ramos                           | Guadalajara, Jalisco                          |                                               |
| Luis Antonio "Tony" Sánchez                   | Toluca, Estado de México                      |                                               |
| Manuel Mancillas Dena                         | Hermosillo, Sonora                            |                                               |
| Marco Silva Hernández                         | Ciudad de México                              |                                               |
| Melissa Ibarra Murrieta                       | Hermosillo, Sonora                            |                                               |
| Miguel Ángel Rodríguez Chapital               | Córdoba, Veracruz                             |                                               |
| Nadia López Ayuso                             | Oaxaca, Oaxaca                                |                                               |
| Paula González Villareal                      | Monterrey, Nuevo León                         |                                               |
| Raúl Sandoval de la Torre                     | Mexicali, Baja California                     |                                               |
| Rosalía León Oviedo                           | Ciudad de México                              |                                               |
| Silvia Mendivil Mendivil                      | Los Mochis, Sinaloa                           |                                               |
| Yuridia Gaxiola Flores                        | Hermosillo, Sonora                            |                                               |

| Desarrollo del Concurso del Segundo Desafío de Estrellas | Desarrollo del Concurso del Segundo Desafío de Estrellas | Desarrollo del Concurso del Segundo Desafío de Estrellas | Desarrollo del Concurso del Segundo Desafío de Estrellas | Desarrollo del Concurso del Segundo Desafío de Estrellas | Desarrollo del Concurso del Segundo Desafío de Estrellas | Desarrollo del Concurso del Segundo Desafío de Estrellas | Desarrollo del Concurso del Segundo Desafío de Estrellas | Desarrollo del Concurso del Segundo Desafío de Estrellas | Desarrollo del Concurso del Segundo Desafío de Estrellas | Desarrollo del Concurso del Segundo Desafío de Estrellas | Desarrollo del Concurso del Segundo Desafío de Estrellas | Desarrollo del Concurso del Segundo Desafío de Estrellas | Desarrollo del Concurso del Segundo Desafío de Estrellas | Desarrollo del Concurso del Segundo Desafío de Estrellas | Desarrollo del Concurso del Segundo Desafío de Estrellas | Desarrollo del Concurso del Segundo Desafío de Estrellas | Desarrollo del Concurso del Segundo Desafío de Estrellas | Desarrollo del Concurso del Segundo Desafío de Estrellas  | Desarrollo del Concurso del Segundo Desafío de Estrellas      | Desarrollo del Concurso del Segundo Desafío de Estrellas     | Desarrollo del Concurso del Segundo Desafío de Estrellas       | Desarrollo del Concurso del Segundo Desafío de Estrellas                | Desarrollo del Concurso del Segundo Desafío de Estrellas | Desarrollo del Concurso del Segundo Desafío de Estrellas | Desarrollo del Concurso del Segundo Desafío de Estrellas | Desarrollo del Concurso del Segundo Desafío de Estrellas |
| Lugar                                                    | Concursante                                              | 08/01/06                                                 | 15/01/06                                                 | 22/01/06                                                 | 29/01/06                                                 | 05/02/06                                                 | 12/02/06                                                 | 19/02/06                                                 | 26/02/06                                                 | 05/03/06                                                 | 12/03/06                                                 | 19/03/06                                                 | 26/03/06                                                 | 02/04/06                                                 | 09/04/06                                                 | 16/04/06                                                 | 23/04/06                                                 | 30/04/06                                                  | 07/05/06                                                      | 14/05/06                                                     | 21/05/06                                                       | 28/05/06                                                                | 04/06/06                                                 | 11/06/06                                                 | 18/06/06                                                 | 25/06/06                                                 |
| -------------------------------------------------------- | -------------------------------------------------------- | -------------------------------------------------------- | -------------------------------------------------------- | -------------------------------------------------------- | -------------------------------------------------------- | -------------------------------------------------------- | -------------------------------------------------------- | -------------------------------------------------------- | -------------------------------------------------------- | -------------------------------------------------------- | -------------------------------------------------------- | -------------------------------------------------------- | -------------------------------------------------------- | -------------------------------------------------------- | -------------------------------------------------------- | -------------------------------------------------------- | -------------------------------------------------------- | --------------------------------------------------------- | ------------------------------------------------------------- | ------------------------------------------------------------ | -------------------------------------------------------------- | ----------------------------------------------------------------------- | -------------------------------------------------------- | -------------------------------------------------------- | -------------------------------------------------------- | -------------------------------------------------------- |
| 1                                                        | Toñita                                                   | Mi bombom                                                | Sabes a chocolate                                        | Como la flor                                             | Una de dos y Olfato femenino                             | Parece que va a llover y Caray                           | De mí no te vas a burlar                                 | La negra tiene tumbao                                    | Fue un placer conocerte                                  | Soy lo prohibido                                         | Pedro Navajas                                            | Inocente pobre amiga                                     | No me queda más                                          | Como tu mujer                                            | No renunciaré y Nada personal                            | Ya la pagarás y Tristes recuerdos                        | Te quedó grande la yegua                                 | Susanita tiene un ratón y La farsante (Candy)             | Compás de espera; Vete por donde llegaste y Madrecita Querida | De repente; Si quieres verme llorar y Se me olvidó otra vez  | Tú sigues siendo el mismo; Una aventura y El listón de tu pelo | Ahora que estuviste lejos; Amigas y rivales y Antes muerta que sencilla | Quimbara y Lo Voy A Dividir                              | A mi manera; Pasión y Ya te olvidé                       | Yo no nací para amar                                     | La negra tiene tumbao y Es ella más que yo               |
| 2                                                        | Raúl                                                     | Amanecí otra vez                                         | Que te ha dado esa mujer                                 | ¿Qué de raro tiene?                                      | Tantita pena y Un beso                                   | Amorcito Corazón y En los puros huesos                   | Perdón ¿Por qué?                                         | La verdolaga                                             | Esclavo y amo                                            | Golpe de timón                                           | No                                                       | Secreto de amor                                          | Perdóname                                                | Como yo te amo                                           | El enyerbado y Nada personal                             | La zopilota y Tristes recuerdos                          | Entrega total                                            | Los Castigados y No me sé rajar (José Eduardo)            | Fuerte no soy; Madrecita querida e Y llegaste tú              | Acábame de matar y Jamás                                     | Abrázame; Te he prometido y Somos novios                       | Que tristeza; La suegra y Mojado                                        | Yo no fui y Me van a extrañar                            | A mi manera; El tucanazo y Todo se derrumbó              | Embrujo y Maracas                                        | Un puño de tierra y Perdón ¿Por qué?                     |
| 3                                                        | Erasmo                                                   | Pero te vas a arrepentir                                 | Que te ha dado esa mujer                                 | Palabras tristes                                         | Necesito una compañera y Un beso                         | Amorcito Corazón y Aire                                  | La manzanita                                             | Cruz de olvido                                           | Árboles de la barranca                                   | Cuando quería ser grande                                 | Ave cautiva                                              | Mi credo                                                 | Debut y despedida                                        | Me caí de la nube                                        | Los hombres no deben llorar y Callados                   | Y todo ¿Para qué? y Tristes recuerdos                    | Lo pasado pasado y Soy yo                                | Los Castigados y La de la mochila azul (Mario)            | Hermoso cariño; Madrecita querida y Un sueño                  | Las llaves de mi alma y Cuando apenas era un jovencito       | El hijo del cuervo; Te he prometido y El listón de tu pelo     | Segundos de amor; La suegra y Mojado                                    | Tamarindo y Te lo pido porfavor                          | A mi manera; El tucanazo y Sentimental                   | Perdóname y Sabes una cosa                               | Te lo pido por favor y La ley del monte                  |
| 4                                                        | Adrián                                                   | No me ames                                               | No podrás                                                | La cosa más bella                                        | Al final y Un beso                                       | Parece que va a llover y Escondidos                      | Custodio de tu amor                                      | Dígale                                                   | ¿Ahora quién?                                            | Provócame                                                | Tardes negras                                            | Un buen perdedor                                         | New York, New York                                       | Mentira                                                  | Si bastasen un par de canciones y Sirena                 | Procuro olvidarte y Fruta fresca                         | Por amarte así y Ángel                                   | Los Castigados y La maldita primavera (Edgar)             | Dime Ven e Y llegaste tú                                      | A veces fui y Cucurrucucu Paloma                             | Me va a extrañar; Te besé y La tortura                         | Abrázame; Duende; y Mojado                                              | Imaginame sin ti y Es mejor así                          | Imaginame sin ti y Es mejor así                          | Volverte a ver y Si bastasen un par de canciones         | Yo necesito y Cucurrucucú Paloma                         |
| 5                                                        | Aranza                                                   | Dime                                                     | Derroche                                                 | A fuego lento                                            | El dolor de tu presencia y Olfato femenino               | Amorcito Corazón y A Dios le pido                        | Costumbres                                               | Como tú                                                  | Abre tu corazón                                          | Quererte a ti                                            | Huele a peligro                                          | De mí enamorate                                          | Acaríciame                                               | Como una loba                                            | Por cobardía y No me puedo escapar de ti                 | Como se cura una herida y Daría                          | Pero me acuerdo de ti y Ahora que soy libre              | Susanita tiene un ratón y Él me mintió (Karen)            | Vete por donde llegaste y Finge que no                        | De Repente; Te pareces tanto a él y Ojala que te vaya bonito | Jamás te dejaré; Una aventura y Somos novios                   | Acaríciame; Duende y Antes muerta que sencilla                          | Culpable o No y Gloria                                   | A mi manera; Candela y El aprendiz                       | Abrázame y Estoy aquí                                    | Nunca voy a olvidarte y Finge que no                     |
| 6                                                        | Carlos                                                   | Suelta mi mano                                           | Entrégate                                                | La cosa más bella                                        | Necesito una compañera y Un beso                         | Parece que va a llover y Es por ti                       | ¡Qué nivel de mujer!                                     | Vivo por ella                                            | Regresa a mí                                             | Si tú supieras                                           | María                                                    | El triste                                                | Lloraré las penas                                        | Usted se me llevó la vida                                | Si la ves y Duele el amor                                | Yo te voy a amar y Fruta fresca                          | Pero me acuerdo de ti y Antes                            | Los Castigados y Torero (Ricardo)                         | Fotografía y Duele                                            | Nada es para siempre y Por mujeres como tu                   | América, Entre la tierra y el cielo y Te besé                  | Penélope, Si la ves y Mojado                                            | Baila morena y La distancia                              | A mi manera; Pasión y Eres total                         | Hombre y Volverte a ver                                  | Otro amor vendrá y Si la ves                             |
| 7                                                        | Cynthia                                                  | Si no estás conmigo                                      | Por besarte                                              | Falsas esperanzas                                        | Una de dos y Olfato femenino                             | El médico brujo y En los puros huesos                    | Me equivoqué                                             | Tú                                                       | No sé si es amor                                         | Baila casanova                                           | Deja que la vida te despeine                             | Si una vez                                               | Desesperada                                              | Cruz de navajas                                          | A cada paso que doy y Duele el amor                      | El amor a medias y Daría                                 | Volverte a amar                                          | Susanita tiene un ratón y Si no estás conmigo (Ivonne)    | Alma Sentenciada y Duele                                      | De Repente; Me voy y Llorar                                  | Ten cuidado con el corazón; Te he prometido y La tortura       | Muñeca de trapo; Amigas y rivales y Antes muerta que sencilla           | Acción y Reacción                                        | A mi manera; Candela e Inevitable                        | Volverte amar y Sabes una cosa                           | Volverte amar y Sabes una cosa                           |
| 8                                                        | Miguel Ángel                                             | Suelta mi mano                                           | No podrás                                                | Palabras tristes                                         | Mujeres divinas y Un beso                                | Parece que va llover y Amor eterno                       | Ya lo sé que tú te vas                                   | Júrame                                                   | Para tu amor                                             | Si fuera ella                                            | Será que no me amas                                      | Un montón de estrellas                                   | Si me dejas ahora                                        | Víveme                                                   | Que lástima y No me puedo escapar de ti                  | Esa chica es mía y Fruta fresca                          | Por amarte así y Como duele                              | Los Castigados y No me quiero enamorar (Jonathan)         | Siempre es de noche y Un sueño                                | Soledad y La media vuelta                                    | Si tú me miras; Entre la tierra y el cielo y Te besé           | Si tú me miras; Entre la tierra y el cielo y Te besé                    | Si tú me miras; Entre la tierra y el cielo y Te besé     | Si tú me miras; Entre la tierra y el cielo y Te besé     | Y si fuera ella y Maracas                                | Y si fuera ella y Maracas                                |
| 9                                                        | Alejandra Ley                                            | Mi bombom                                                | Niña                                                     | Ódiame                                                   | Te esperaba y Olfato femenino                            | Parece que va a llover y Es por ti                       | Sobreviviré                                              | Triste canción                                           | Con el corazón partido                                   | ¿Quién como tú?                                          | Que alegre va María                                      | Tú a mí ya no me interesas                               | Rata de dos patas                                        | Cielo                                                    | Muñequita linda y ¿?                                     | La gloria eres tú y Daría                                | Pa' ti no estoy                                          | Susanita tiene un ratón y Recuerdos encadenados (Marimar) | Piel canela                                                   | Piel canela                                                  | Piel canela                                                    | Piel canela                                                             | Piel canela                                              | Piel canela                                              | Niña y Estoy aquí                                        | Niña y Estoy aquí                                        |
| 10                                                       | José Joel                                                | Al fin me armé de valor                                  | Por besarte                                              | Un siglo sin ti                                          | Nada valgo sin tu amor y Un beso                         | Parece que va a llover y ¿Cómo fue?                      | Almohada                                                 | Payasito                                                 | Llueve sobre mojado                                      | Desde que llegaste                                       | Noviembre sin ti                                         | Mientes tan bien                                         | A puro dolor                                             | Amnesia                                                  | Mi historia entre tus dedos y Sirena                     | Eres y Fruta fresca                                      | Lo pasado pasado y Te echo de menos                      | Lo pasado pasado y Te echo de menos                       | Lo pasado pasado y Te echo de menos                           | Lo pasado pasado y Te echo de menos                          | Lo pasado pasado y Te echo de menos                            | Lo pasado pasado y Te echo de menos                                     | Lo pasado pasado y Te echo de menos                      | Lo pasado pasado y Te echo de menos                      | Lo pasado pasado y Te echo de menos                      | Lo pasado pasado y Te echo de menos                      |
| 11                                                       | Nadia                                                    | Amor prohibido                                           | He venido a pedirte perdón                               | Paloma negra                                             | Amor de mis amores y Olfato femenino                     | Amorcito Corazón y A Dios le pido                        | Contigo sí                                               | Endúlzame el oído                                        | El príncipe                                              | Arrasando                                                | La gata bajo la lluvia                                   | Tómame o déjame                                          | Acá entre nos                                            | Y aquí estoy                                             | Oye mi canto y Callados                                  | Oye mi canto y Callados                                  | Oye mi canto y Callados                                  | Oye mi canto y Callados                                   | Oye mi canto y Callados                                       | Oye mi canto y Callados                                      | Oye mi canto y Callados                                        | Oye mi canto y Callados                                                 | Oye mi canto y Callados                                  | Oye mi canto y Callados                                  | Oye mi canto y Callados                                  | Oye mi canto y Callados                                  |
| 12                                                       | Estrella                                                 | Nada de esto fue un error                                | Derroche                                                 | Ódiame                                                   | Sueños y Olfato femenino                                 | El médico brujo y No sé que pasó                         | Sólo le pido a Dios                                      | El breve espacio                                         | Hoy                                                      | Ojalá                                                    | El hombre del piano                                      | Caraluna                                                 | Adoro                                                    | Quiero dormir cansada                                    | Quiero dormir cansada                                    | Quiero dormir cansada                                    | Quiero dormir cansada                                    | Quiero dormir cansada                                     | Quiero dormir cansada                                         | Quiero dormir cansada                                        | Quiero dormir cansada                                          | Quiero dormir cansada                                                   | Quiero dormir cansada                                    | Quiero dormir cansada                                    | Quiero dormir cansada                                    | Quiero dormir cansada                                    |
| 13                                                       | Benjamín                                                 | Hoy tengo ganas de ti                                    | Me dediqué a perderte                                    | Y tu de que vas                                          | Al final y Un beso                                       | El médico brujo y A Dios le pido                         | No soy el aire                                           | Bella                                                    | Gavilán o paloma                                         | Toda la vida                                             | Lluvia                                                   | Aventura                                                 | Aventura                                                 | Aventura                                                 | Aventura                                                 | Aventura                                                 | Aventura                                                 | Aventura                                                  | Aventura                                                      | Aventura                                                     | Aventura                                                       | Aventura                                                                | Aventura                                                 | Aventura                                                 | Aventura                                                 | Aventura                                                 |
| 14                                                       | Erika                                                    | Dime                                                     | No hace falta                                            | Algo más                                                 | Te esperaba y Olfato femenino                            | Parece que va a llover y No sé que pasó                  | Devuelveme la vida                                       | Que ganas de no verte nunca más                          | Ese hombre                                               | El amor que soñé                                         | Es demasiado tarde                                       | Es demasiado tarde                                       | Es demasiado tarde                                       | Es demasiado tarde                                       | Es demasiado tarde                                       | Es demasiado tarde                                       | Es demasiado tarde                                       | Es demasiado tarde                                        | Es demasiado tarde                                            | Es demasiado tarde                                           | Es demasiado tarde                                             | Es demasiado tarde                                                      | Es demasiado tarde                                       | Es demasiado tarde                                       | Es demasiado tarde                                       | Es demasiado tarde                                       |
| 15                                                       | José Luis G.                                             | Mi dulce niña                                            | Si no es ahora                                           | Dame una señal chiquita                                  | Nada valgo sin tu amor y Un beso                         | El médico brujo y Pisando fuerte                         | Tal vez                                                  | Te extraño, te olvido, te amo                            | Que lloro                                                | Vuelve                                                   | Vuelve                                                   | Vuelve                                                   | Vuelve                                                   | Vuelve                                                   | Vuelve                                                   | Vuelve                                                   | Vuelve                                                   | Vuelve                                                    | Vuelve                                                        | Vuelve                                                       | Vuelve                                                         | Vuelve                                                                  | Vuelve                                                   | Vuelve                                                   | Vuelve                                                   | Vuelve                                                   |
| 16                                                       | Yuridia                                                  | Tan enamorados                                           | No hace falta                                            | La incondicional                                         | Formas de amor y Olfato femenino                         | Amorcito Corazón y Amor eterno                           | Ángel                                                    | Malo                                                     | Opens arms (no asistió)                                  | Opens arms (no asistió)                                  | Opens arms (no asistió)                                  | Opens arms (no asistió)                                  | Opens arms (no asistió)                                  | Opens arms (no asistió)                                  | Opens arms (no asistió)                                  | Opens arms (no asistió)                                  | Opens arms (no asistió)                                  | Opens arms (no asistió)                                   | Opens arms (no asistió)                                       | Opens arms (no asistió)                                      | Opens arms (no asistió)                                        | Opens arms (no asistió)                                                 | Opens arms (no asistió)                                  | Opens arms (no asistió)                                  | Opens arms (no asistió)                                  | Opens arms (no asistió)                                  |
| 17                                                       | Edgar                                                    | Don                                                      | Es tarde ya                                              | Dame una señal chiquita                                  | Formas de amor y Un beso                                 | El médico brujo y Caray                                  | La planta                                                | Mujeres                                                  | Mujeres                                                  | Mujeres                                                  | Mujeres                                                  | Mujeres                                                  | Mujeres                                                  | Mujeres                                                  | Mujeres                                                  | Mujeres                                                  | Mujeres                                                  | Mujeres                                                   | Mujeres                                                       | Mujeres                                                      | Mujeres                                                        | Mujeres                                                                 | Mujeres                                                  | Mujeres                                                  | Mujeres                                                  | Mujeres                                                  |
| 18                                                       | José Luis D.                                             | Si no estás conmigo                                      | Mi ciudad                                                | ¿Qué de raro tiene?                                      | Sueños y Un beso                                         | El médico brujo y Pisando fuerte                         | Rezo                                                     | Rezo                                                     | Rezo                                                     | Rezo                                                     | Rezo                                                     | Rezo                                                     | Rezo                                                     | Rezo                                                     | Rezo                                                     | Rezo                                                     | Rezo                                                     | Rezo                                                      | Rezo                                                          | Rezo                                                         | Rezo                                                           | Rezo                                                                    | Rezo                                                     | Rezo                                                     | Rezo                                                     | Rezo                                                     |
| 19                                                       | Aline                                                    | Pero te vas a arrepentir                                 | La pareja ideal                                          | Como la flor                                             | Amor de mis amores y Olfato femenino                     | Parece que va a llover y Loca                            | Parece que va a llover y Loca                            | Parece que va a llover y Loca                            | Parece que va a llover y Loca                            | Parece que va a llover y Loca                            | Parece que va a llover y Loca                            | Parece que va a llover y Loca                            | Parece que va a llover y Loca                            | Parece que va a llover y Loca                            | Parece que va a llover y Loca                            | Parece que va a llover y Loca                            | Parece que va a llover y Loca                            | Parece que va a llover y Loca                             | Parece que va a llover y Loca                                 | Parece que va a llover y Loca                                | Parece que va a llover y Loca                                  | Parece que va a llover y Loca                                           | Parece que va a llover y Loca                            | Parece que va a llover y Loca                            | Parece que va a llover y Loca                            | Parece que va a llover y Loca                            |
| 20                                                       | Claudia                                                  | Amor prohibido                                           | Sabes a chocolate                                        | Falsas esperanzas                                        | Devórame otra vez y Olfato femenino                      | El médico brujo y ¿Cómo fue?                             | El médico brujo y ¿Cómo fue?                             | El médico brujo y ¿Cómo fue?                             | El médico brujo y ¿Cómo fue?                             | El médico brujo y ¿Cómo fue?                             | El médico brujo y ¿Cómo fue?                             | El médico brujo y ¿Cómo fue?                             | El médico brujo y ¿Cómo fue?                             | El médico brujo y ¿Cómo fue?                             | El médico brujo y ¿Cómo fue?                             | El médico brujo y ¿Cómo fue?                             | El médico brujo y ¿Cómo fue?                             | El médico brujo y ¿Cómo fue?                              | El médico brujo y ¿Cómo fue?                                  | El médico brujo y ¿Cómo fue?                                 | El médico brujo y ¿Cómo fue?                                   | El médico brujo y ¿Cómo fue?                                            | El médico brujo y ¿Cómo fue?                             | El médico brujo y ¿Cómo fue?                             | El médico brujo y ¿Cómo fue?                             | El médico brujo y ¿Cómo fue?                             |
| 21                                                       | Dulce                                                    | Dime                                                     | Niña                                                     | La incondicional                                         | El dolor de tu presencia y Olfato femenino               | El médico brujo y Escondidos                             | El médico brujo y Escondidos                             | El médico brujo y Escondidos                             | El médico brujo y Escondidos                             | El médico brujo y Escondidos                             | El médico brujo y Escondidos                             | El médico brujo y Escondidos                             | El médico brujo y Escondidos                             | El médico brujo y Escondidos                             | El médico brujo y Escondidos                             | El médico brujo y Escondidos                             | El médico brujo y Escondidos                             | El médico brujo y Escondidos                              | El médico brujo y Escondidos                                  | El médico brujo y Escondidos                                 | El médico brujo y Escondidos                                   | El médico brujo y Escondidos                                            | El médico brujo y Escondidos                             | El médico brujo y Escondidos                             | El médico brujo y Escondidos                             | El médico brujo y Escondidos                             |
| 22                                                       | Leticia                                                  | Mi bombom                                                | Mi ciudad                                                | Paloma negra                                             | Devórame otra vez y Olfato femenino                      | Amorcito Corazón y Loca                                  | Amorcito Corazón y Loca                                  | Amorcito Corazón y Loca                                  | Amorcito Corazón y Loca                                  | Amorcito Corazón y Loca                                  | Amorcito Corazón y Loca                                  | Amorcito Corazón y Loca                                  | Amorcito Corazón y Loca                                  | Amorcito Corazón y Loca                                  | Amorcito Corazón y Loca                                  | Amorcito Corazón y Loca                                  | Amorcito Corazón y Loca                                  | Amorcito Corazón y Loca                                   | Amorcito Corazón y Loca                                       | Amorcito Corazón y Loca                                      | Amorcito Corazón y Loca                                        | Amorcito Corazón y Loca                                                 | Amorcito Corazón y Loca                                  | Amorcito Corazón y Loca                                  | Amorcito Corazón y Loca                                  | Amorcito Corazón y Loca                                  |
| 23                                                       | Tony                                                     | Tan enamorados                                           | Entrégate                                                | Un siglo sin ti                                          | Y no se que pasó y Un beso                               | Amorcito Corazón y Aire                                  | Amorcito Corazón y Aire                                  | Amorcito Corazón y Aire                                  | Amorcito Corazón y Aire                                  | Amorcito Corazón y Aire                                  | Amorcito Corazón y Aire                                  | Amorcito Corazón y Aire                                  | Amorcito Corazón y Aire                                  | Amorcito Corazón y Aire                                  | Amorcito Corazón y Aire                                  | Amorcito Corazón y Aire                                  | Amorcito Corazón y Aire                                  | Amorcito Corazón y Aire                                   | Amorcito Corazón y Aire                                       | Amorcito Corazón y Aire                                      | Amorcito Corazón y Aire                                        | Amorcito Corazón y Aire                                                 | Amorcito Corazón y Aire                                  | Amorcito Corazón y Aire                                  | Amorcito Corazón y Aire                                  | Amorcito Corazón y Aire                                  |
| 24                                                       | José Antonio                                             | Hoy tengo ganas de ti                                    | Es tarde ya                                              | A mi manera                                              | Y no se que pasó y Un beso                               | Y no se que pasó y Un beso                               | Y no se que pasó y Un beso                               | Y no se que pasó y Un beso                               | Y no se que pasó y Un beso                               | Y no se que pasó y Un beso                               | Y no se que pasó y Un beso                               | Y no se que pasó y Un beso                               | Y no se que pasó y Un beso                               | Y no se que pasó y Un beso                               | Y no se que pasó y Un beso                               | Y no se que pasó y Un beso                               | Y no se que pasó y Un beso                               | Y no se que pasó y Un beso                                | Y no se que pasó y Un beso                                    | Y no se que pasó y Un beso                                   | Y no se que pasó y Un beso                                     | Y no se que pasó y Un beso                                              | Y no se que pasó y Un beso                               | Y no se que pasó y Un beso                               | Y no se que pasó y Un beso                               | Y no se que pasó y Un beso                               |
| 25                                                       | Manuel                                                   | Nada de esto fue un error                                | Perdóname                                                | Y tu de que vas                                          | Tantita pena y Un beso                                   | Tantita pena y Un beso                                   | Tantita pena y Un beso                                   | Tantita pena y Un beso                                   | Tantita pena y Un beso                                   | Tantita pena y Un beso                                   | Tantita pena y Un beso                                   | Tantita pena y Un beso                                   | Tantita pena y Un beso                                   | Tantita pena y Un beso                                   | Tantita pena y Un beso                                   | Tantita pena y Un beso                                   | Tantita pena y Un beso                                   | Tantita pena y Un beso                                    | Tantita pena y Un beso                                        | Tantita pena y Un beso                                       | Tantita pena y Un beso                                         | Tantita pena y Un beso                                                  | Tantita pena y Un beso                                   | Tantita pena y Un beso                                   | Tantita pena y Un beso                                   | Tantita pena y Un beso                                   |
| 26                                                       | Marco Antonio                                            | Al fin me armé de valor                                  | Perdóname                                                | A mi manera                                              | Mujeres divinas y Un beso                                | Mujeres divinas y Un beso                                | Mujeres divinas y Un beso                                | Mujeres divinas y Un beso                                | Mujeres divinas y Un beso                                | Mujeres divinas y Un beso                                | Mujeres divinas y Un beso                                | Mujeres divinas y Un beso                                | Mujeres divinas y Un beso                                | Mujeres divinas y Un beso                                | Mujeres divinas y Un beso                                | Mujeres divinas y Un beso                                | Mujeres divinas y Un beso                                | Mujeres divinas y Un beso                                 | Mujeres divinas y Un beso                                     | Mujeres divinas y Un beso                                    | Mujeres divinas y Un beso                                      | Mujeres divinas y Un beso                                               | Mujeres divinas y Un beso                                | Mujeres divinas y Un beso                                | Mujeres divinas y Un beso                                | Mujeres divinas y Un beso                                |
| 27                                                       | Melissa                                                  | Don                                                      | Si no es ahora                                           | Falsas esperanzas                                        | Falsas esperanzas                                        | Falsas esperanzas                                        | Falsas esperanzas                                        | Falsas esperanzas                                        | Falsas esperanzas                                        | Falsas esperanzas                                        | Falsas esperanzas                                        | Falsas esperanzas                                        | Falsas esperanzas                                        | Falsas esperanzas                                        | Falsas esperanzas                                        | Falsas esperanzas                                        | Falsas esperanzas                                        | Falsas esperanzas                                         | Falsas esperanzas                                             | Falsas esperanzas                                            | Falsas esperanzas                                              | Falsas esperanzas                                                       | Falsas esperanzas                                        | Falsas esperanzas                                        | Falsas esperanzas                                        | Falsas esperanzas                                        |
| 28                                                       | Paula                                                    | Nada de esto fue un error                                | El universo sobre mí                                     | A fuego lento                                            | A fuego lento                                            | A fuego lento                                            | A fuego lento                                            | A fuego lento                                            | A fuego lento                                            | A fuego lento                                            | A fuego lento                                            | A fuego lento                                            | A fuego lento                                            | A fuego lento                                            | A fuego lento                                            | A fuego lento                                            | A fuego lento                                            | A fuego lento                                             | A fuego lento                                                 | A fuego lento                                                | A fuego lento                                                  | A fuego lento                                                           | A fuego lento                                            | A fuego lento                                            | A fuego lento                                            | A fuego lento                                            |
| 29                                                       | Silvia                                                   | Amanecí otra vez                                         | Me dediqué a perderte                                    | Algo más                                                 | Algo más                                                 | Algo más                                                 | Algo más                                                 | Algo más                                                 | Algo más                                                 | Algo más                                                 | Algo más                                                 | Algo más                                                 | Algo más                                                 | Algo más                                                 | Algo más                                                 | Algo más                                                 | Algo más                                                 | Algo más                                                  | Algo más                                                      | Algo más                                                     | Algo más                                                       | Algo más                                                                | Algo más                                                 | Algo más                                                 | Algo más                                                 | Algo más                                                 |
| 30                                                       | Cecilia                                                  | Mi dulce niña                                            | He venido a pedirte perdón                               | He venido a pedirte perdón                               | He venido a pedirte perdón                               | He venido a pedirte perdón                               | He venido a pedirte perdón                               | He venido a pedirte perdón                               | He venido a pedirte perdón                               | He venido a pedirte perdón                               | He venido a pedirte perdón                               | He venido a pedirte perdón                               | He venido a pedirte perdón                               | He venido a pedirte perdón                               | He venido a pedirte perdón                               | He venido a pedirte perdón                               | He venido a pedirte perdón                               | He venido a pedirte perdón                                | He venido a pedirte perdón                                    | He venido a pedirte perdón                                   | He venido a pedirte perdón                                     | He venido a pedirte perdón                                              | He venido a pedirte perdón                               | He venido a pedirte perdón                               | He venido a pedirte perdón                               | He venido a pedirte perdón                               |
| 31                                                       | César                                                    | Mi dulce niña                                            | La pareja ideal                                          | La pareja ideal                                          | La pareja ideal                                          | La pareja ideal                                          | La pareja ideal                                          | La pareja ideal                                          | La pareja ideal                                          | La pareja ideal                                          | La pareja ideal                                          | La pareja ideal                                          | La pareja ideal                                          | La pareja ideal                                          | La pareja ideal                                          | La pareja ideal                                          | La pareja ideal                                          | La pareja ideal                                           | La pareja ideal                                               | La pareja ideal                                              | La pareja ideal                                                | La pareja ideal                                                         | La pareja ideal                                          | La pareja ideal                                          | La pareja ideal                                          | La pareja ideal                                          |
| 32                                                       | Rosalía                                                  | No me ames                                               | El universo sobre mí                                     | El universo sobre mí                                     | El universo sobre mí                                     | El universo sobre mí                                     | El universo sobre mí                                     | El universo sobre mí                                     | El universo sobre mí                                     | El universo sobre mí                                     | El universo sobre mí                                     | El universo sobre mí                                     | El universo sobre mí                                     | El universo sobre mí                                     | El universo sobre mí                                     | El universo sobre mí                                     | El universo sobre mí                                     | El universo sobre mí                                      | El universo sobre mí                                          | El universo sobre mí                                         | El universo sobre mí                                           | El universo sobre mí                                                    | El universo sobre mí                                     | El universo sobre mí                                     | El universo sobre mí                                     | El universo sobre mí                                     |

- Ganador/a
     Finalista
     Expulsado/a
     Regresó
     Descalificado/a

## Tercer Desafío de estrellas
La página oficial de TV Azteca anunció que el presentador Rafael Araneda sería el conductor de la tercera edición de Desafío de estrellas, la cual inició el 19 de abril de 2009 bajo la tutela de Eva Borja. El programa se llamó El gran desafío, sin embargo, debido al bajo nivel de audiencia el programa cambió su formato siendo ahora sólo de canto incorporando críticos y ahora llamado El gran desafío de estrellas y dejando fuera a Eva Borja del proyecto. Durante el concierto 1, La Posta fueron los favoritos del público aunque fueron eliminados, en el concierto 2 Raúl Sandoval finalista del Desafío de estrellas 2 también quedó fuera de la competencia para sorpresa de muchos, durante el concierto 5 Rigo Tovar Jr fue nominado y expulsado por faltar al respeto a Enrique Guzmán junto con Luis Armando, pero solo Rigo fue eliminado, más tarde Colette una de las mejores voces del concurso fue expulsada dejando en shock, ya que se perfilaba como una posible ganadora del concurso, al siguiente domingo la expulsión de Toñita (ganadora de la segunda edición del Desafío de estrellas) y Los Compadres (Erasmo y Edgar) a pesar del descontento de los críticos quien aseguraron que el talento estaba siendo expulsado y dejando a gente que no cantaba como El Travieso, Atala y otros más. Durante el concierto 7 se integraron 8 concursantes más a la competencia. Durante el concierto 8 Atala no se presenta pues está lesionada así que Daniel Bisogno con el personaje de «La güera Limantour» se presenta en su lugar.
La Gran Final se llevó a cabo el 26 de julio en el Teatro Juárez en Guanajuato, Guanajuato. En la gran final se dio a conocer a quien no formaba parte de los finalistas, ya que Juan Rivera, El Travieso y Nadia estaban en la zona de peligro. Juan Rivera se convierte en el primer expulsado de la noche. Al pasar la primera ronda de canciones, se anuncia que Nadia queda eliminada de la competencia. Luego de terminar la segunda ronda de canciones, Rafael Araneda anunció que El Travieso Arce quedaba fuera de la competencia mostrando descontento. Luego Myriam, Fabiola y Samuel proceden a interpretar una ronda más de canciones, y al finalizar Samuel queda fuera de la competencia, dejando a Fabiola y Myriam como las posibles ganadoras. Al final de la noche y luego de una ronda más de canciones, se anuncia que la ganadora fue Fabiola y Myriam queda en segundo lugar siendo así que anuncia su renuncia a la empresa TV Azteca.
- Productores (Críticos)
  - Héctor Martínez (Concierto 1 y 2)
  - Magda Rodríguez (Concierto 1)
  - Lolita de la Vega (Concierto 1 y 2)
  - Leonardo García (Concierto 1)
  - Maestra "Guille" Guillermina (Concierto 2)
- Críticos
  - Jesse Cervantes (Concierto 3 - Concierto 14 Gran Final)
  - Anette Fradera (Concierto 3 - Concierto 14 Gran Final)
  - Enrique Guzmán (Concierto 3 - Concierto 14 Gran Final)

### Eliminaciones
| #  | Participante           | P1   | P2   | P3   | P4   | P5   | P6   | P7   | P8   | P9    | P10   | P11  | P12    | P13  | P14        |
| -- | ---------------------- | ---- | ---- | ---- | ---- | ---- | ---- | ---- | ---- | ----- | ----- | ---- | ------ | ---- | ---------- |
| 1  | Fabiola Rodas          |      |      |      |      |      |      | SALV | SALV | EMP   | EMP   | NOM  | SALV   | FIN  | Ganadora   |
| 2  | Myriam                 |      |      |      |      |      |      | SALV | SALV | EMP   | EMP   | SALV | SALV   | FIN  | 2.º Lugar  |
| 3  | Samuel                 | SALV | PEL  | SALV | PEL  | PEL  | SALV | PEL  | ZP   | SALV  | SALV  | SALV | SALV   | FIN  | 3.er Lugar |
| 4  | El Travieso            | SALV | SALV | ZP   | SALV | SALV | PEL  | PEL  | PEL  | SALV* | INM   | NOM  | SALV** | PEL  | 4.º lugar  |
| 5  | Nadia                  |      |      |      |      |      |      | SALV | SALV | SALV  | SALV  | SALV | SALV   | PEL  | 5.º Lugar  |
| 6  | Juan Rivera            | SALV | SALV | PEL  | ZP   | SALV | SALV | SALV | PEL  | SALV  | SALV  | NOM  | SALV   | EXP* | EXP        |
| 7  | Luis Armando           | SALV | ZP   | PEL  | PEL  | PEL  | PEL  | ZP   | PEL  | SALV  | SALV* | SALV | EXP    |      |            |
| 8  | Miguel Ángel           |      |      |      |      |      |      | SALV | ZP   | EMP   | SALV  | NOM  | EXP    |      |            |
| 9  | Cynthia y Jorge        | SALV | ZP   | ZP   | PEL  | SALV | PEL  | ZP   | PEL  | SALV  | EXP   |      |        |      |            |
| 10 | José Joel y Marysol    |      |      |      |      |      |      | SALV | SALV | EMP   | EXP   |      |        |      |            |
| 11 | Aline Hernández        |      |      |      |      |      |      | SALV | ZP   | EXP   |       |      |        |      |            |
| 12 | Atala Sarmiento        | SALV | SALV | ZP   | SALV | SALV | SALV | PEL  | SALV | EXP   |       |      |        |      |            |
| 13 | Ivonne Montero         | ZP   | SALV | ZP   | SALV | SALV | PEL  | PEL  | SALV | EXP   |       |      |        |      |            |
| 14 | Las Reinas             | SALV | SALV | SALV | SALV | SALV | SALV | SALV | SALV | EXP   |       |      |        |      |            |
| 15 | Banda Mix              |      |      |      |      |      |      | ZP   | EXP  |       |       |      |        |      |            |
| 16 | G6                     | SALV | ZP   | SALV | SALV | PEL  | SALV | SALV | EXP  |       |       |      |        |      |            |
| 17 | IQ                     |      |      |      |      |      |      | EXP  |      |       |       |      |        |      |            |
| 18 | Los Papis              | ZP   | SALV | ZP   | SALV | ZP   | SALV | EXP  |      |       |       |      |        |      |            |
| 19 | Los Compadres          | PEL  | PEL  | ZP   | ZP   | SALV | PEL  | EXP  |      |       |       |      |        |      |            |
| 20 | Toñita                 | SALV | SALV | PEL  | SALV | SALV | EXP  |      |      |       |       |      |        |      |            |
| 21 | Colette                | SALV | SALV | SALV | SALV | EXP  |      |      |      |       |       |      |        |      |            |
| 22 | Rigo Tovar Jr.         | ZP   | ZP   | ZP   | ZP   | DEC  |      |      |      |       |       |      |        |      |            |
| 23 | Vanessa Cato           |      |      | ZP   | EXP  |      |      |      |      |       |       |      |        |      |            |
| 24 | Shanik y Christian     | ZP   | SALV | EXP  |      |      |      |      |      |       |       |      |        |      |            |
| 25 | Beraka 5               | ZP   | SALV | ABD  |      |      |      |      |      |       |       |      |        |      |            |
| 26 | Tinieblas Jr.          | ZP   | SALV | ABD  |      |      |      |      |      |       |       |      |        |      |            |
| 27 | Los Bottis             | ZP   | ZP   | ABD  |      |      |      |      |      |       |       |      |        |      |            |
| 28 | Las Güeras             | ZP   | ZP   | ABD  |      |      |      |      |      |       |       |      |        |      |            |
| 29 | Los De La Mochila Azul | SALV | ZP   | ABD  |      |      |      |      |      |       |       |      |        |      |            |
| 30 | Los Sandoval           | ZP   | EXP  |      |      |      |      |      |      |       |       |      |        |      |            |
| 31 | La Posta               | EXP  |      |      |      |      |      |      |      |       |       |      |        |      |            |
| 32 | Tachidito              | EXP  |      |      |      |      |      |      |      |       |       |      |        |      |            |

- El/la concursante ganó el Gran Desafío de Estrellas.
     El/la concursante quedó en segundo lugar del Gran Desafío de Estrellas.
     El/la concursante se quedó en el tercer lugar del Gran Desafío de Estrellas.
     Los/las concursantes se quedaron en el cuarto y quinto lugar del Gran Desafío de Estrellas.
     El/la concursante fue expulsado/a de la competencia.
     El/la concursante no fue eliminado/a de la competencia, sólo fue reemplazado/a debido al cambio de formato del programa.
     El/la concursante estuvo en peligro de ser eliminado/a.
     El/la concursante entró como nuevo/a a la competencia, y a la misma vez estuvo nominado/a.
     El/la concursante estuvo nominado/a en la zona de peligro.
     El/la concursante fue descalificado/a de la competencia.
     Entró como nuevo/a concursante a la competencia, pero a la misma vez fue eliminado/a.
     Entró como nuevo/a concursante a la competencia.
     Entró como nuevo/a concursante a la competencia, y a la misma vez estuvo en la zona de peligro.
     El/la concursante empató con otro/a concursante y se salvó de la eliminación.
     El/la concursante se salvó de la expulsión y fue rescatado/a.
     El/la concursante recibió inmunidad.
     El/la concursante fue nominado/a para salvarse de la expulsión en el próximo concierto.
     El/la concursante fue salvado/a de la expulsión.
     El/la concursante fue salvado/a dos veces de las expulsiones.
     El/la concursante fue anunciado/a finalista de la competencia.
     El/la concursante no supo que fue eliminado/a en este concierto, si no que se dio cuenta hasta la Gran Final.

Notas:
- Durante la tercera transmisión del programa, Beraka 5, Tinieblas Jr. y Las Güeras ya no participaron debido al cambio de formato del programa. El grupo Los De La Mochila Azul se desintegró por problemas entre los miembros y también abandonaron el programa por la misma razón en la que también abandonaron Beraka 5, Tinieblas Jr. y Las Güeras, y solamente Vanessa Cato siguió en la competencia.

| Concursantes del Gran desafío de estrellas                                                | Concursantes del Gran desafío de estrellas                                                                               | Concursantes del Gran desafío de estrellas |
| Concursantes                                                                              | Lugar de Origen |                                            |
| ----------------------------------------------------------------------------------------- | --- | ------------------------------------------ |
| Aline Hernández                                                                           | Ciudad de México |                                            |
| Atala Sarmiento                                                                           | Ciudad de México |                                            |
| Banda Mix                                                                                 | |                                            |
| Beraka 5                                                                                  | |                                            |
| Colette                                                                                   | Ciudad Victoria, Tamaulipas                                                                                              |                                            |
| Cynthia Rodríguez y Jorge Guerrero                                                        | Monclova, Coahuila |                                            |
| Fabiola                                                                                   | Ciudad de Guatemala, Guatemala                                                                                           |                                            |
| G6 (María Fernanda Alvo, Fátima Molina, Alex Garza y Valeria Dessens)                     | Zapopan, Jalisco, Ensenada, Baja California, Monterrey, Nuevo León                                                       |                                            |
| IQ (Faisy, Gonzalo y Ruperto)                                                             | |                                            |
| Ivonne Montero                                                                            | Ciudad de México |                                            |
| Jorge "El Travieso" Arce                                                                  | Los Mochis, Sinaloa |                                            |
| José Joel Y Marysol Sosa                                                                  | Ciudad de México |                                            |
| Juan Rivera                                                                               | Long Beach, California; Estados Unidos                                                                                   |                                            |
| La Posta (César Robles, Adrian Varela, Silvia Mendivil, Vince Miranda, Yazmín y Citlalli) | Acayucan, Veracruz, Culiacán, Sinaloa, Los Mochis, Sinaloa, Los Ángeles, California; Estados Unidos y Hermosillo, Sonora |                                            |
| Las Güeras                                                                                | |                                            |
| Las Reinas (Erika Alcocer Luna, Aranza y Estrella)                                        | Tampico, Tamaulipas, Chihuahua, Chihuahua y Monterrey, Nuevo León                                                        |                                            |
| Los Bottis                                                                                | Cerro Azul, Veracruz |                                            |
| Los Compadres (Erasmo y Edgar)                                                            | Xalpatlahúac, Guerrero y Burley, Idaho; Estados Unidos                                                                   |                                            |
| Los De La Mochila Azul (Elba Jiménez, Vanessa Cato y Aarón Beas)                          | Puebla, Puebla, Culiacán, Sinaloa y Ciudad de México                                                                     |                                            |
| Los Papis (Ivan, Gerardo, Héctor y Matías)                                                | |                                            |
| Los Sandoval (Erick y Raúl Sandoval)                                                      | Mexicali, Baja California                                                                                                |                                            |
| Luis Armando "Paolo Botti"                                                                | Cerro Azul, Veracruz |                                            |
| Miguel Ángel Rodríguez Chapital                                                           | Puebla, Puebla |                                            |
| Myriam Montemayor                                                                         | San Nicolás de los Garza, Nuevo León                                                                                     |                                            |
| Nadia Yvone López Ayuso                                                                   | Oaxaca, Oaxaca |                                            |
| Rigo Tovar Jr.                                                                            | Monterrey, Nuevo León |                                            |
| Samuel Castelán                                                                           | Zentla, Veracruz |                                            |
| Shanik Aspe y Cristian (Los Hitm3)                                                        | Ciudad de México |                                            |
| Tachidito                                                                                 | Pekín, China |                                            |
| Tinieblas Jr.                                                                             | Ciudad de México |                                            |
| Toñita                                                                                    | Tantoyuca, Veracruz |                                            |
| Vanessa Cato                                                                              | Culiacán, Sinaloa |                                            |

### Conciertos
- Concierto 1
- 19 de abril de 2009
- Los enfrentamientos:
  - Atala Sarmiento vs Ivonne Montero (Canto)
  - Cynthia y Jorge vs Tachidito (Baile y Canto)
  - Los Bottis vs Los Compadres (Acrobacia)
  - G6 vs Las Güeras (Cajas Sorpresa)
  - Cristian y Shanik vs Samuel (Canto)
  - Colette vs La Posta (Canto)
  - Los Sandoval vs Jorge 'Travieso' Arce (Canto)
  - Toña vs Tinieblas Jr. (Canto)
  - Juan Rivera vs Rigo Tovar Jr. (Canto)
  - Beraka 5 vs Las Reinas  (Circo)
  - Los Papis vs Los De La Mochila Azul (Canto)

- Concierto 2
- 26 de abril de 2009
- Los enfrentamientos:
- Las Reinas vs Rigo Tovar Jr. (Canto)
- Beraka 5 vs Los Compadres (Torear)
- Silvia vs Atala (Improvisar)
- Travieso vs Cynthia y Jorge (Canto)
- Los Papis vs Los De La Mochila Azul (Imitación)
- G6 vs Hit (Performance)
- Colette vs Juan Rivera vs Los Sandoval (Canto)
- Ivonne Montero vs Samuel (Baile)
- Los Bottis vs Tinieblas Jr. (Caja Sorpresa)
- Las Güeras vs Toña  (Baile)

- Concierto 3
- 3 de mayo de 2009

- Zona de peligro:
  - Luis Armando (salió pero desgraciadamente siguió en competencia)
  - Atala Sarmiento (salió)
  - Jorge "El Travieso" Arce (salió, regresó y salió)
  - Ivonne Montero (salió, regresó y salió)
  - Rigo Tovar Jr. (salió)
  - Juan Rivera (salió y regresó)
  - Toña (salió y regresó)
  - Shanik y Cristian (salió y regresó)
  - Cynthia y Jorge Guerrero (salió)
  - Los Compadres (salió)
  - Los Papis (salió)
  - Vanessa Cato (salió)

- Concierto 4
- 10 de mayo de 2009

- Zona de peligro:
  - Los Compadres (salen)
  - Luis Armando
  - Vanessa Cato
  - Rigo Tovar Jr. (sale)
  - Samuel
  - Juan Rivera (sale)
  - Cynthia y Jorge

- Invitados Especiales:
  - Yahir
  - Beatriz Adriana
  - Mimí (exintegrante de Flans)

- Concierto 5
- 17 de mayo de 2009

- Zona de peligro:
  - Los Papis (salen)
  - Luis Armando
  - Samuel
  - Colette
  - G6

- Invitados Especiales:
  - Jenni Rivera
  - Myriam

- Más votado de la noche: Juan Rivera

- Primera expulsión:

Luis Armando vs Rigo Tovar Jr.
Calificaciones
| Jurado           | Luis Armando | Rigo Tovar Jr. | Juan Rivera | Cynthia & Jorge | G6 | Colette | Los Papis | Las Reinas | Samuel | Toña | Ivonne Montero | Atala Sarmiento | Los Compadres | Jorge "El Travieso" Arce |
| ---------------- | ------------ | -------------- | ----------- | --------------- | -- | ------- | --------- | ---------- | ------ | ---- | -------------- | --------------- | ------------- | ------------------------ |
| Jessie Cervantes | 5            | 5              | 8           | 6               | 5  | 9       | 10        | 10         | 10     | 7    | 7              | 8               | 7             | 6                        |
| Anette Fradera   | 6            | 6              | 7           | 7               | 5  | 8       | 8         | 9          | 9      | 9    | 8              | 7               | 7             | 5                        |
| Enrique Guzmán   | 5            | 5              | 8           | 7               | 7  | 10      | 9         | 10         | 9      | 8    | 8              | 8               | 8             | 5                        |
| TOTAL            | 16           | 16             | 23          | 20              | 18 | 27      | 27        | 29         | 28     | 24   | 23             | 23              | 22            | 16                       |

- Luis Armando fue mandado a la zona de peligro por los críticos.

- Concierto 6
- 24 de mayo de 2009

- Zona de peligro:
  - Los Compadres
  - Ivonne Montero
  - Luis Armando
  - Cynthia y Jorge

- Invitados Especiales:
  - Olga Tañon

- Primera expulsión:

Toñita vs Jorge "El Travieso" Arce
- Ivonne Montero fue mandada a la zona de peligro por los críticos.

- Concierto 7
- 7 de junio de 2009

Se integran 8 nuevos concursantes:
- Fabiola
- Miguel Ángel
- Nadia
- Myriam
- José Joel y Marysol
- Banda Mix
- IQ
- Aline Hernández

- Zona de peligro:
  - Luis Armando (salen)
  - Banda Mix (salen)
  - Cynthia y Jorge (salen)
  - Samuel
  - Atala Sarmiento
  - IQ
  - Jorge "El Travieso" Arce (automático en la zona de peligro)

- Primera expulsión:

Ivonne Montero vs Los Papis
- Más votada de la noche: Myriam

Calificaciones
| Jurado           | Luis Armando | Juan Rivera | Cynthia & Jorge | G6 | Los Papis | Las Reinas | Samuel | Ivonne Montero | Atala Sarmiento | Jorge "El Travieso" Arce | José Joel & Marysol | Nadia | Banda Mix | Miguel Ángel | Myriam | IQ | Aline Hernández | Fabiola |
| ---------------- | ------------ | ----------- | --------------- | -- | --------- | ---------- | ------ | -------------- | --------------- | ------------------------ | ------------------- | ----- | --------- | ------------ | ------ | -- | --------------- | ------- |
| Jessie Cervantes | 7            | 7           | 6               | 7  | 8         | 9          | 9      | 8              | 10              | 6                        | 7                   | 9     | 7         | 7            | 9      | 5  | 7               | 7       |
| Anette Fradera   | 8            | 7           | 7               | 8  | 7         | 9          | 9      | 8              | 10              | 5                        | 8                   | 8     | 7         | 7            | 8      | 5  | 7               | 7       |
| Enrique Guzmán   | 5            | 9           | 8               | 6  | 8         | 10         | 10     | 9              | 10              | 6                        | 9                   | 8     | 8         | 8            | 10     | 5  | 7               | 9       |
| TOTAL            | 20           | 23          | 21              | 21 | 23        | 28         | 28     | 25             | 30              | 17                       | 24                  | 25    | 22        | 22           | 27     | 15 | 21              | 23      |

- Concierto 8
- 14 de junio de 2009

- Zona de peligro:
  - Luis Armando
  - Juan Rivera
  - Samuel (salió)
  - Aline Hernández (salió)
  - Banda Mix
  - Miguel Ángel (salió)
  - Cynthia Y Jorge
  - Jorge "El Travieso" Arce

- Enfrentamientos:
  - Fabiola vs Luis Armando
  - Myriam vs Juan Rivera
  - Nadia vs Samuel
  - Aline Hernández vs Ivonne Montero
  - Las Reinas vs Banda Mix
  - Miguel Ángel vs Atala Sarmiento
  - José Joel y Marysol vs Cynthia y Jorge

- Primera expulsión:
  - G6 vs Jorge "El Travieso Arce"

- Más votada de la noche: Nadia

Calificaciones
| Jurado           | Luis Armando | Juan Rivera | Cynthia & Jorge | G6 | Las Reinas | Samuel | Ivonne Montero | Atala Sarmiento | Jorge "El Travieso" Arce | José Joel & Marysol | Nadia | Banda Mix | Miguel Ángel | Myriam | Aline Hernández | Fabiola |
| ---------------- | ------------ | ----------- | --------------- | -- | ---------- | ------ | -------------- | --------------- | ------------------------ | ------------------- | ----- | --------- | ------------ | ------ | --------------- | ------- |
| Jessie Cervantes | 5            | 7           | 7               | 9  | 8          | 8      | 8              | 10              | 6                        | 8                   | 10    | 6         | 10           | 9      | 7               | 9       |
| Anette Fradera   | 5            | 5           | 8               | 9  | 8          | 9      | 7              | 8               | 6                        | 7                   | 8     | 7         | 8            | 8      | 6               | 8       |
| Enrique Guzmán   | 5            | 6           | 8               | 8  | 9          | 9      | 9              | 10              | 6                        | 9                   | 10    | 7         | 8            | 9      | 8               | 9       |
| TOTAL            | 15           | 18          | 22              | 26 | 25         | 26     | 24             | 28              | 18                       | 24                  | 28    | 20        | 24           | 26     | 21              | 26      |

- Concierto 9
- 21 de junio de 2009

- Enfrentamientos:
  - Luis Armando vs Jorge "El Travieso" Arce
  - Juan Rivera vs Aline Hernández
  - Ivonne Montero vs Cynthia y Jorge Guerrero
  - Atala Sarmiento vs Samuel
  - Myriam vs Fabiola
  - Nadia vs Las Reinas
  - Miguel Ángel vs José Joel y Marysol

- Primer Lugar:
  - Luis Armando

- Segundo Lugar:
  - Juan Rivera

- Tercer Lugar:
  - Ivonne Montero

- Cuarto Lugar:
  - Atala Sarmiento

- Quinto Lugar:
  - Myriam

- Sexto Lugar:
  - Nadia

- Séptimo Lugar:
  - Miguel Ángel

Calificaciones
| Jurado           | Luis Armando | Jorge "El Travieso" Arce | Juan Rivera | Aline Hernández | Ivonne Montero | Cynthia & Jorge Guerrero | Atala Sarmiento | Samuel | Myriam | Fabiola | Nadia | Las Reinas | Miguel Ángel | José Joel & Marysol |
| ---------------- | ------------ | ------------------------ | ----------- | --------------- | -------------- | ------------------------ | --------------- | ------ | ------ | ------- | ----- | ---------- | ------------ | ------------------- |
| Jessie Cervantes | 7            | 6                        | 9           | 7               | 7              | 9                        | 8               | 10     | 8      | 8       | 10    | 9          | 7            | 8                   |
| Anette Fradera   | 7            | 6                        | 7           | 6               | 7              | 9                        | 7               | 9      | 9      | 8       | 10    | 9          | 7            | 7                   |
| Enrique Guzmán   | 9            | 7                        | 8           | 7               | 8              | 9                        | 8               | 9      | 9      | 10      | 9     | 7          | 8            | 7                   |
| TOTAL            | 23           | 19                       | 24          | 20              | 22             | 27                       | 23              | 28     | 26     | 26      | 29    | 25         | 22           | 22                  |

- Concierto 10
- 28 de junio de 2009

- Enfrentamientos:
  - Juan Rivera vs Luis Armando
  - Jorge "El Travieso" Arce vs Nadia
  - Myriam vs Fabiola
  - Samuel vs Cynthia y Jorge
  - José Joel y Marysol vs Miguel Ángel

- Zona de peligro:
  - Myriam
  - Fabiola
  - Miguel Ángel
  - José Joel y Marysol

- Primer Lugar:
  - Juan Rivera

- Segundo Lugar:
  - Jorge "El Travieso" Arce

- Tercer Lugar:
  - Samuel

Calificaciones
| Jurado           | Juan Rivera | Luis Armando | Jorge "El Travieso" Arce | Nadia | Fabiola | Myriam | Samuel | Cynthia & Jorge | José Joel & Marysol | Miguel Ángel |
| ---------------- | ----------- | ------------ | ------------------------ | ----- | ------- | ------ | ------ | --------------- | ------------------- | ------------ |
| Jessie Cervantes | 8           | 7            | -                        | 10    | 8       | 8      | 8      | 7               | 7                   | 8            |
| Anette Fradera   | 6           | 7            | -                        | 10    | 9       | 9      | 9      | 7               | 7                   | 9            |
| Enrique Guzmán   | 7           | 6            | -                        | 10    | 8       | 8      | 9      | 8               | 8                   | 9            |
| TOTAL            | 21          | 20           | -                        | 30    | 25      | 25     | 26     | 22              | 22                  | 26           |

- Concierto 11
- 5 de julio de 2009

- Enfrentamientos:
  - Fabiola vs Myriam
  - Miguel Ángel vs Nadia
  - Juan Rivera vs Samuel
  - Fabiola vs Myriam
  - Luis Armando vs Jorge "El Travieso" Arce
  - Fabiola vs Myriam

Calificaciones
| Jurado           | Fabiola | Myriam | Miguel Ángel | Nadia | Juan Rivera | Samuel | Fabiola | Myriam | Luis Armando | Jorge "El Travieso" Arce | Fabiola | Myriam |
| ---------------- | ------- | ------ | ------------ | ----- | ----------- | ------ | ------- | ------ | ------------ | ------------------------ | ------- | ------ |
| Jessie Cervantes | 9       | 8      | 7            | 8     | 7           | 10     | 9       | 9      | 7            | 6                        | 9       | 10     |
| Anette Fradera   | 8       | 9      | 7            | 8     | 7           | 10     | 9       | 9      | 7            | 6                        | 9       | 10     |
| Enrique Guzmán   | 8       | 8      | 7            | 9     | 7           | 10     | 10      | 10     | 7            | 6                        | 9       | 10     |
| TOTAL            | 25      | 25     | 21           | 25    | 21          | 30     | 28      | 28     | 21           | 18                       | 27      | 30     |

- Concierto 12
- 12 de julio de 2009

- Enfrentamientos:
  - Fabiola vs Jaun Rivera vs Jorge "El Travieso" Arce vs Miguel Ángel
  - Samuel vs Myriam
  - Jorge "El Travieso" Arce vs Juan Rivera
  - Fabiola vs Miguel Ángel
  - Nadia vs Luis Armando
  - Luis Armando vs Fabiola

Calificaciones
| Jurado           | Samuel | Myriam | Jorge "El Travieso" Arce | Juan Rivera | Fabiola | Miguel Ángel | Nadia | Luis Armando |
| ---------------- | ------ | ------ | ------------------------ | ----------- | ------- | ------------ | ----- | ------------ |
| Jessie Cervantes | 8      | 9      | 7                        | 8           | 10      | 8            | 10    | 7            |
| Anette Fradera   | 8      | 8      | 7                        | 5           | 10      | 8            | 9     | 8            |
| Enrique Guzmán   | 8      | 9      | 5                        | 8           | 9       | 8            | 10    | 8            |
| TOTAL            | 24     | 26     | 19                       | 21          | 29      | 24           | 29    | 23           |

- Concierto 13 (Semifinal)
- 19 de julio de 2009

- Zona de peligro:
  - Jorge "El Travieso" Arce (salió y regresó)
  - Juan Rivera
  - Fabiola (salió)
  - Nadia (salió y regresó)
  - Samuel (salió)

- Enfrentamientos:
  - Jorge "El Travieso" Arce vs Samuel
  - Myriam vs Fabiola
  - Nadia vs Juan Rivera
  - Fabiola vs Myriam
  - Juan Rivera vs Jorge "El Travieso" Arce
  - Samuel vs Nadia
  - Myriam vs Juan Rivera
  - Samuel vs Nadia
  - Fabiola vs Jorge "El Travieso" Arce

Calificaciones
| Jurado          | Jorge "El Travieso" Arce | Jorge "El Travieso" Arce | Jorge "El Travieso" Arce | Samuel | Samuel | Samuel            | Myriam            | Myriam | Myriam | Fabiola           | Fabiola | Fabiola | Nadia | Nadia  | Nadia             | Juan Rivera | Juan Rivera       | Juan Rivera |
| --------------- | ------------------------ | ------------------------ | ------------------------ | ------ | ------ | ----------------- | ----------------- | ------ | ------ | ----------------- | ------- | ------- | ----- | ------ | ----------------- | ----------- | ----------------- | ----------- |
| Género          | Pop                      | Regional Mexicana        | Balada                   | Pop    | Balada | Regional Mexicana | Regional Mexicana | Pop    | Balada | Regional Mexicana | Pop     | Balada  | Pop   | Balada | Regional Mexicana | Pop         | Regional Mexicana | Balada      |
| Jesse Cervantes | 7                        | 7                        | 8                        | 9      | 10     | 8                 | 10                | 8      | 9      | 10                | 7       | 10      | 9     | 8      | 9                 | 8           | 7                 | 8           |
| Anette Fradera  | 6                        | 7                        | 7                        | 10     | 10     | 9                 | 9                 | 8      | 9      | 9                 | 8       | 10      | 9     | 8      | 9                 | 7           | 6                 | 7           |
| Enrique Guzmán  | 5                        | 8                        | 8                        | 10     | 10     | 10                | 10                | 9      | 9      | 10                | 9       | 9       | 10    | 8      | 10                | 8           | 6                 | 8           |
| TOTAL           | 18                       | 22                       | 23                       | 29     | 30     | 27                | 29                | 25     | 27     | 29                | 24      | 29      | 28    | 24     | 28                | 23          | 19                | 23          |
| TOTAL Entero    | 63                       | 63                       | 63                       | 86     | 86     | 86                | 81                | 81     | 81     | 82                | 82      | 82      | 80    | 80     | 80                | 65          | 65                | 65          |
| Lugar           | 6.º                      | 6.º                      | 6.º                      | 1.º    | 1.º    | 1.º               | 3.º               | 3.º    | 3.º    | 2.º               | 2.º     | 2.º     | 4.º   | 4.º    | 4.º               | 5.º         | 5.º               | 5.º         |

- - Finalistas:
- Myriam
- Samuel
- Fabiola

- Concierto 14 (Gran final)
- 26 de julio de 2009

| 1  | Fabiola                  |                                 |                               |                             |                          |                           |                           | Otro amor vendrá          | Un poco de amor                            | My Heart will go on/Mi corazón te seguirá | Ángel                     | Cómo se cura una herida, Fallaste corazón y Quién eres tu | Ojalá que te mueras, Without You/Sin Ti y A mi manera | La Cigarra, Fama, I Will Always Love You y Pobre Diabla             | The Power of Love/Si tu eres mi hombre y yo tu mujer, Yo no te quiero nada, Te conozco bien y Por ti volaré |
| 2  | Myriam                   |                                 |                               |                             |                          | Simplemente amigos        |                           | Mudanzas                  | Mi gusto es                                | De mi enamórate                           | Él me mintió              | Lo que siento es amor, Fallaste corazón y El triste       | Evidencias                                            | Te quedó grande la yegua, Úsame, Abrázame muy fuerte y Pobre diabla | Ni guerra ni paz, Te sigo amando, Sobreviviré y A mi manera                                                 |
| 3  | Samuel                   | Cantó: Ahora quién              | Baile                         | La mano de Dios             | No podrás                | Chica de humo             | Lo que te toca            | Me dediqué a perderte     | Valió la pena                              | Pasión morena                             | Afuera                    | Hoy tengo ganas de ti                                     | Ya sé que tú te vas                                   | Cuando calienta el sol, Al final y No'                              | Un montón de estrellas, Livin' la vida loca y Jamás                                                         |
| 4  | Jorge "El Travieso" Arce | Cantó: Corridos de Mazatlán     | Canto                         | El sinaloense               | La basurita              | No metas con mi cucu      | El sauce y la palma       | Estos celos               | El corrido de Laurita Garza                | Cuando yo quería ser grande               | El Rey                    | Cuatro meses                                              | Ojalá que te mueras y El aventurero                   | A quién le importa, Cascos ligeros y Tatuajes                       | No me amenaces, Bésame morenita y Sentimental                                                               |
| 5  | Nadia                    |                                 |                               |                             |                          |                           |                           | Mi error mi fantasía      | A chillar a otra parte                     | Como tú mujer                             | Usted se me llevó la vida | Sueños rotos                                              | Inocente pobre amiga                                  | Candela, El aprendiz y Mírame                                       | No me amenaces, Amiga mía y Eclipse total del corazón                                                       |
| 6  | Juan Rivera              | Canto                           | Cantó: Ella                   | Pídeme la Luna              | Baquetón y semental      | Amor de los dos           | Vete                      | La plaga                  | Sin fortuna                                | El señor de las canas                     | Sangre caliente           | Poppurí: claridad y hotel en bar                          | Ojalá que te mueras y De padre a hijo                 | La bamba, Muchacho alegre y Jamás te vi tan linda                   | No me amenaces, Popurrí de José Alfredo Jiménez y Hijo de Dios                                              |
| 7  | Luis Armando             | Acrobacia                       | Cajas sorpresa                | Mis ojos lloran por ti      | Yo no fui                | Popurrí de Enrique Guzmán | Mi gran noche             | La camisa negra           | TBC                                        | No me queda más                           | La chica del bikini azul  | No Le Puege La Negra                                      | A labio dulce y A mi manera                           | A labio dulce y A mi manera                                         | A labio dulce y A mi manera                                                                                 |
| 8  | Miguel Ángel             |                                 |                               |                             |                          |                           |                           | No me doy por vencido     | Miedo                                      | Marioneta                                 | Desde la oscuridad        | Tu de qué vas                                             | Ojalá que te mueras y No basta                        | Ojalá que te mueras y No basta                                      | Ojalá que te mueras y No basta                                                                              |
| 9  | Cynthia y Jorge Guerrero | Baile                           | Cantó: el son lo regresa      | Mi credo                    | Si no te hubieras ido    | Amor de tres              | Callados                  | El listón de tu pelo      | Volveré                                    | En los puritos huesos                     | Huele a peligro           | Huele a peligro                                           | Huele a peligro                                       | Huele a peligro                                                     | Huele a peligro                                                                                             |
| 10 | José Joel y Marysol      |                                 |                               |                             |                          |                           |                           | Desesperado/Buenos Días   | Cosas de la vida                           | Lo que no fue será                        | Te quiero así             | Te quiero así                                             | Te quiero así                                         | Te quiero así                                                       | Te quiero así                                                                                               |
| 11 | Aline Hernández          |                                 |                               |                             |                          |                           |                           | No te pido flores         | No soy una señora                          | Perdóname                                 | Perdóname                 | Perdóname                                                 | Perdóname                                             | Perdóname                                                           | Perdóname                                                                                                   |
| 12 | Atala Sarmiento          | Cantó: qué bello                | Improvisar                    | Míralo, mírala              | Las mil y una noches     | Como la flor              | Ay Papacito               | Bombón asesino            | Yo no te pido la luna (La güera Limantour) | Que vengan los bomberos                   | Que vengan los bomberos   | Que vengan los bomberos                                   | Que vengan los bomberos                               | Que vengan los bomberos                                             | Que vengan los bomberos                                                                                     |
| 13 | Ivonne Montero           | Cantó: me gustas mucho          | Baile                         | Inevitable                  | La trampa                | En su lugar               | Espacio sideral           | El pastor                 | Si una vez                                 | Bandido                                   | Bandido                   | Bandido                                                   | Bandido                                               | Bandido                                                             | Bandido |
| 14 | Las Reinas               | Circo                           | Cantó: Un montón de estrellas | Mi bombón/ Suavecito        | Escándalo/Oye            | Tantita Pena              | Se me olvidó otra vez     | Secreto de amor           | La locura                                  | No hace falta                             | No hace falta             | No hace falta                                             | No hace falta                                         | No hace falta                                                       | No hace falta                                                                                               |
| 15 | Banda Mix                |                                 |                               |                             |                          |                           |                           | Pero te vas a arrepentir  | Te mando flores                            | Te mando flores                           | Te mando flores           | Te mando flores                                           | Te mando flores                                       | Te mando flores                                                     | Te mando flores                                                                                             |
| 16 | G6                       | Cajas Sorpresa                  | Performance                   | Déjame                      | Popurrí de Rocío Dúrcal  | Tu no eres para mi        | Colegiala                 | Barco a Venus             | El tiempo de ti                            | El tiempo de ti                           | El tiempo de ti           | El tiempo de ti                                           | El tiempo de ti                                       | El tiempo de ti                                                     | El tiempo de ti                                                                                             |
| 17 | IQ                       |                                 |                               |                             |                          |                           |                           | Las curvas de esa chica   | Las curvas de esa chica                    | Las curvas de esa chica                   | Las curvas de esa chica   | Las curvas de esa chica                                   | Las curvas de esa chica                               | Las curvas de esa chica                                             | Las curvas de esa chica                                                                                     |
| 18 | Los Papis                | Cantó: no voy en tren           | Imitación                     | Cuando seas grande          | Quiero que me quieras    | Ya lo veía venir          | Me enamora                | A puro dolor              | A puro dolor                               | A puro dolor                              | A puro dolor              | A puro dolor                                              | A puro dolor                                          | A puro dolor                                                        | A puro dolor                                                                                                |
| 19 | Los Compadres            | Acrobacia                       | Torear                        | El ausente                  | Las mulas de moreno      | La Lola                   | Aire                      | La ingrata                | La ingrata                                 | La ingrata                                | La ingrata                | La ingrata                                                | La ingrata                                            | La ingrata                                                          | La ingrata                                                                                                  |
| 20 | Toñita                   | Cantó: Que nadie sepa mi sufrir | Baile                         | Acaríciame                  | Quítame ese hombre       | Espejos                   | Volverte a amar           | Volverte a amar           | Volverte a amar                            | Volverte a amar                           | Volverte a amar           | Volverte a amar                                           | Volverte a amar                                       | Volverte a amar                                                     | Volverte a amar                                                                                             |
| 21 | Colette                  | Cantó: Que te quería            | Cantó: A mi manera            | Desátame                    | Daria                    | Simplemente amigos        | Simplemente amigos        | Simplemente amigos        | Simplemente amigos                         | Simplemente amigos                        | Simplemente amigos        | Simplemente amigos                                        | Simplemente amigos                                    | Simplemente amigos                                                  | Simplemente amigos                                                                                          |
| 22 | Rigo Tovar Jr.           | Cantó: El sirenito              | Cantó: Mi Matamoros querido   | Qué gusto de volverte a ver | Zapatos de tacón         | Popurrí de Enrique Guzmán | Popurrí de Enrique Guzmán | Popurrí de Enrique Guzmán | Popurrí de Enrique Guzmán                  | Popurrí de Enrique Guzmán                 | Popurrí de Enrique Guzmán | Popurrí de Enrique Guzmán                                 | Popurrí de Enrique Guzmán                             | Popurrí de Enrique Guzmán                                           | Popurrí de Enrique Guzmán                                                                                   |
| 23 | Vanessa Cato             | Cantó: La gata bajo la lluvia   | Imitación                     | Me nace del corazón         | La diferencia            | La diferencia             | La diferencia             | La diferencia             | La diferencia                              | La diferencia                             | La diferencia             | La diferencia                                             | La diferencia                                         | La diferencia                                                       | La diferencia                                                                                               |
| 24 | Shanik y Cristian        | Cantó: Ya nada queda            | Performance                   | No me ames                  | No me ames               | No me ames                | No me ames                | No me ames                | No me ames                                 | No me ames                                | No me ames                | No me ames                                                | No me ames                                            | No me ames                                                          | No me ames                                                                                                  |
| 25 | Beraka 5                 | Circo                           | Torear                        |                             |                          |                           |                           |                           |                                            |                                           |                           |                                                           |                                                       |                                                                     | |
| 26 | Las Güeras               | Cajas sorpresa                  | Baile                         |                             |                          |                           |                           |                           |                                            |                                           |                           |                                                           |                                                       |                                                                     | |
| 27 | Los de la Mochila Azul   | Cajas sorpresa                  | Imitación                     |                             |                          |                           |                           |                           |                                            |                                           |                           |                                                           |                                                       |                                                                     | |
| 28 | Los Bottis               | Cajas sorpresa                  | Baile                         |                             |                          |                           |                           |                           |                                            |                                           |                           |                                                           |                                                       |                                                                     | |
| 29 | Tinieblas Jr.            | Cantó: Toda la vida             | Cajas sorpresa                |                             |                          |                           |                           |                           |                                            |                                           |                           |                                                           |                                                       |                                                                     | |
| 30 | Los Sandoval             | Canto                           | Maracas                       | Maracas                     | Maracas                  | Maracas                   | Maracas                   | Maracas                   | Maracas                                    | Maracas                                   | Maracas                   | Maracas                                                   | Maracas                                               | Maracas                                                             | Maracas |
| 31 | La Posta                 | Aquí estoy yo                   | Aquí estoy yo                 | Aquí estoy yo               | Aquí estoy yo            | Aquí estoy yo             | Aquí estoy yo             | Aquí estoy yo             | Aquí estoy yo                              | Aquí estoy yo                             | Aquí estoy yo             | Aquí estoy yo                                             | Aquí estoy yo                                         | Aquí estoy yo                                                       | Aquí estoy yo                                                                                               |
| 32 | Tachidito                | En el bosque de la China        | En el bosque de la China      | En el bosque de la China    | En el bosque de la China | En el bosque de la China  | En el bosque de la China  | En el bosque de la China  | En el bosque de la China                   | En el bosque de la China                  | En el bosque de la China  | En el bosque de la China                                  | En el bosque de la China                              | En el bosque de la China                                            | En el bosque de la China                                                                                    |

- Ganador/a
     Finalista
     Expulsado/a
     Fue expulsado/a desde ese concierto sin saberlo, porque el resultado se dio a conocer hasta el concierto final
     Inmunidad
     Empató
     No fue expulsado/a, sólo dejó de ser participante debido al cambio de formato del programa
     Nominado/a
     Expulsado/a y rescatado/a
     Regresó
     Rescatado/a dos veces
     Zona de peligro
     Descalificado/a
     Aún no participó
     Cantó pero aún no era participante

## Cuarto Desafío de estrellas (cancelado)
TV Azteca anunció una cuarta edición del Desafío de estrellas que podría estrenarse a principios de 2012, nuevamente bajo la conducción de Rafael Araneda. Sin embargo, debido a problemas y desacuerdos legales entre los castings, el jurado y la producción de TV Azteca, el proyecto terminó siendo cancelado indefinidamente y no se volvió a hablar más sobre el tema.